# 姫路駅

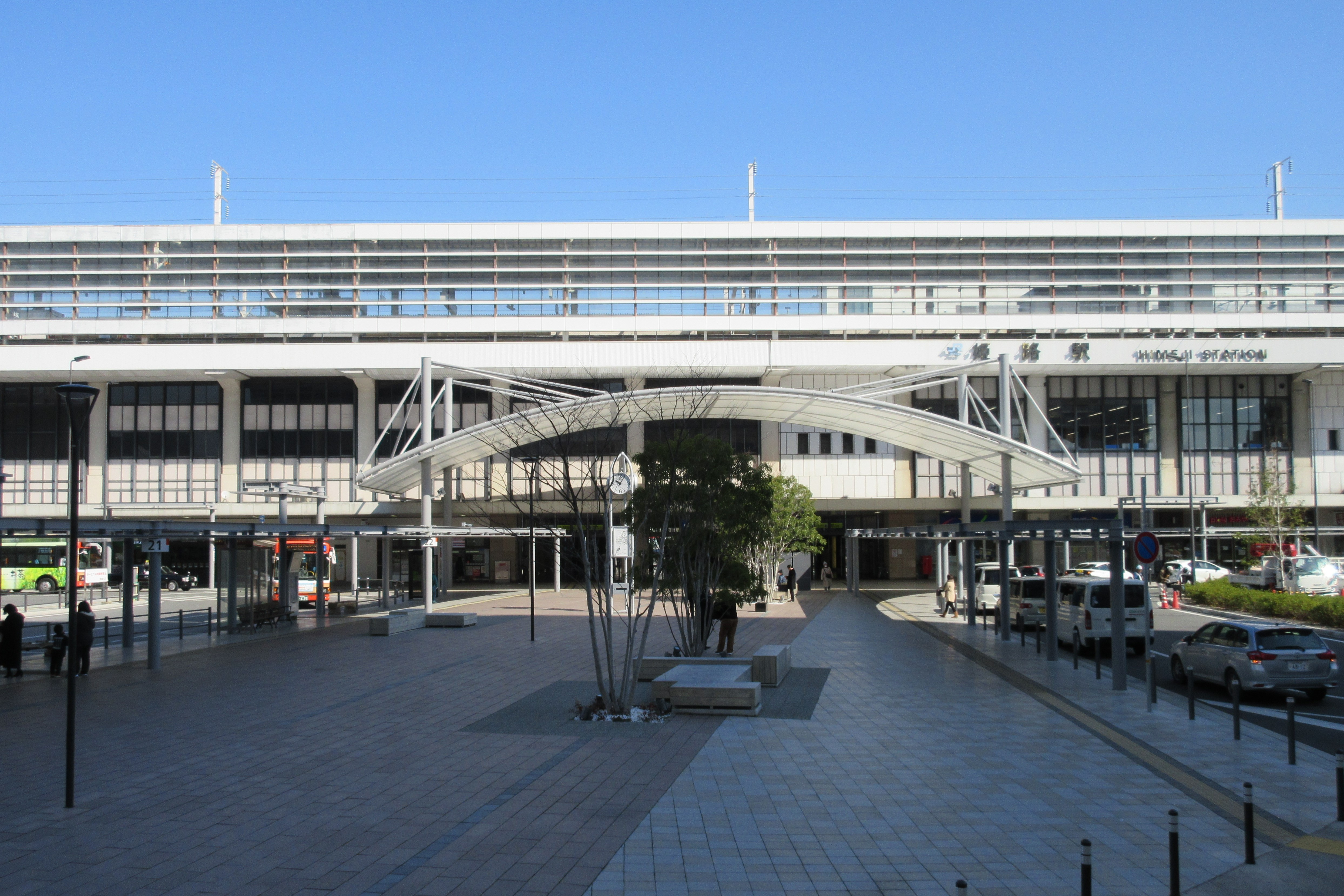
南口（2020年3月）

姫路駅（ひめじえき）は、兵庫県姫路市駅前町にある、西日本旅客鉄道（JR西日本）の駅。事務管コードは▲610619。

## 概要
姫路市の中心駅として、在来線3路線と新幹線が乗り入れるターミナルとなっている。兵庫県で最大の駅舎・駅ビルを持つ駅である（ただし、県内で最も利用者数が多いのは神戸市の三ノ宮駅である）。駅の北西部には山陽電気鉄道（山陽電車）本線の終点である山陽姫路駅が近接している。
山陽本線（山陽線）を所属線とし、播但線・姫新線及び新幹線である山陽新幹線の合計4線が乗り入れている。このうち播但線と姫新線は当駅を起点としている。山陽本線上り方面（東海道本線大阪駅まで）には「JR神戸線」の路線愛称が設定されている。山陽本線の駅番号はJR-A85。北陸本線敦賀駅の駅番号「JR-A01」から続いてきた番号はここが最後となる。
サンライズ瀬戸・出雲とWEST EXPRESS 銀河も含め全ての特急列車・普通列車が停車する。
駅長が配置された直営駅であり、管理駅として山陽本線の姫路市内に所在するひめじ別所駅 - 網干駅間、姫新線の播磨高岡駅 - 上月駅間の各駅を管轄している。
日本国有鉄道（国鉄）時代は播但線が当駅より南、飾磨港駅まで延びていたほか、山陽本線の貨物支線が乗り入れていた。このほか、姫路大博覧会開催に伴い開業した姫路市交通局（後の姫路市企業局交通事業部）モノレール線の起点も姫路駅であったが、ホームは仮設であり国鉄の駅からは離れた位置にあった。
当駅では通常、山陽本線の上り方面を「JR神戸線」、下り方面を「山陽（本）線」と呼称しているため、以降はこれに従い記述する。

## 歴史
当駅が山陽鉄道によって設置されたのは1888年（明治21年）暮れのことであり、市街地のすぐ南隣、姫路城外堀の南側の田畑の上に作られた。この当時姫路城内には陸軍第10師団・歩兵第10連隊が設置されており、このことによる必要性もあって市街地に隣接して設置されたと思われる。これは姫路市街の発展に大きく寄与することとなった。この時点では姫路駅は飾東郡豊沢村に属した。翌1889年（明治22年）には当駅で日本で初めての本格的な駅弁が発売されたとされる。1912年（明治45年）に豊沢村の後身である国衙村のうち姫路駅周辺が姫路市に編入され（残部は城南村へ）、所在地の町名が姫路市駅前町となる。
1894年（明治27年）から播但鉄道（後に山陽鉄道に合併され、現在は播但線）が当駅に乗り入れるようになる。同線は陰陽連絡路線であると同時に、生野銀山の銀を運ぶ役割もあった。姫新線の接続は遅れて1930年（昭和5年）である。1958年（昭和33年）に明石駅から当駅までが電化され、東京方面からの列車はここで電気機関車から蒸気機関車への付け替えを行っていた。その名残か、高架化前の当駅の跨線橋下には多数の洗面台があった。さらに1972年には山陽新幹線の岡山駅までの開業で新幹線の駅が設けられ、東京方面と日帰りできるようになった。
近距離輸送では、1923年（大正12年）8月19日には飾磨駅・高砂駅経由の本格的都市間高速電気鉄道（インターアーバン）である神戸姫路電気鉄道（現在の山陽電気鉄道）が明石駅 - 当駅間で開業。以後長らく神戸までの輸送は神姫電気鉄道→宇治川電気→山陽電気鉄道、大阪などへ向かう長距離客は国鉄という棲み分けがなされていた。第二次世界大戦後、山陽電気鉄道が1948年（昭和23年）に日本における戦後初のロマンスカーとして記録される820形を投入、快適な接客設備によりシェアを拡大した。これに対抗して国鉄はC62形などの牽引機を例外的に東灘信号場（現・摩耶駅）で転向するという無理をして神戸駅 - 当駅間で列車増発を実施、従来の棲み分けが徐々に崩れ始めた。
1958年の山陽本線西明石駅 - 当駅間電化で40分間隔になり、1968年（昭和43年）の神戸高速鉄道開業と同時に国鉄線も毎時2本に増発された。1972年（昭和47年）の山陽新幹線の岡山駅までの開業に伴って新快速への153・165系の転用が実施され、さらに1973年（昭和48年）のダイヤ改正で当駅発着の新快速の増発（毎時2本）が実施されるまで、急行券を必要とするにもかかわらず大阪駅 - 当駅間で国鉄急行の利用実績が高かったことが示すように、神戸以東への直通客、特に対大阪方面の輸送実績については常に国鉄が圧倒的優位に立っていた。
この状況は料金・所要時間の問題もあって、山陽電気鉄道の阪急神戸本線・阪神本線への直通乗り入れと高速神戸駅での大阪方面への同一ホーム乗り換えを実現した神戸高速鉄道の開業をもってしても覆ることはなく、オイルショック後は沿線の工業地帯が大きなダメージを受けたこともあり、山陽電気鉄道の輸送実績は1970年代前半から後半にかけて大きく低下した。
さらに、1980年（昭和55年）から国鉄側は老朽化した153系・165系の代替用として117系を新快速に投入、本格的に神姫間のシェア拡大を図るようになり、1986年（昭和61年）11月1日に新快速はすべて当駅発着になった。1989年（平成元年）に221系が投入されて以降はさらに利用客が増加した。
1995年（平成7年）の阪神・淡路大震災は姫路駅にも重大な影響をもたらした。駅に地震の直接的影響があったわけではないが、震災によって分断され当駅止まりとなった山陽新幹線や神戸市内で断絶したJR神戸線を迂回するためのルートとして播但線が用いられ、姫路駅は同線あるいはJR神戸線の開通区間に乗り換える博多方面との間の乗客で大変に混雑した。
姫路市とその周辺地域はモータリゼーションの進展が激しく、当駅の乗客数は昭和40年代頃をピークに一度大きく減少している。昭和50年代半ばに底を打ち、以降は上記のような積極攻勢もあってピーク時の水準以上にまで戻している。しかし山陽姫路駅側はピーク時の半分以下と大きく落ち込んでしまった。また、みゆき通りを始めとする姫路駅前の商店街は郊外型店舗に客を奪われ苦しい状況である。
かつては当駅にも貨物設備が存在していた。北上する播但線の東側に、コンテナホームや有蓋車用車扱貨物ホームがあり、鉄道貨物輸送の拠点となっていたが、設備の老朽化や市街地に位置することにより設備が小規模であることから、郊外に新設した姫路貨物駅へ機能を譲渡し廃止された。また付属設備として姫路操車場およびターンテーブルと扇形庫を擁する姫路機関区や姫路客貨車区が設置され、鉄道病院も駅南側に設置されていた。
連続立体化工事の際に高架ホーム予定地や地平ホーム跡の発掘調査を行ったところ、奈良時代の遺跡（「豆腐町遺跡」と命名された）が発見され、和同開珎や漆紙文書など多数の遺物が出土している。
中央改札口の有人改札の幅が狭く不便であることから、2017年（平成29年）に中央改札口のリニューアル工事を開始。案内板もJR西日本の主要駅などで見られる黒地の視認性の良いものに取り換えられ、11月18日に改札口のリニューアルが完了した。また、駅南側の広場の工事が行われている。

### 年表

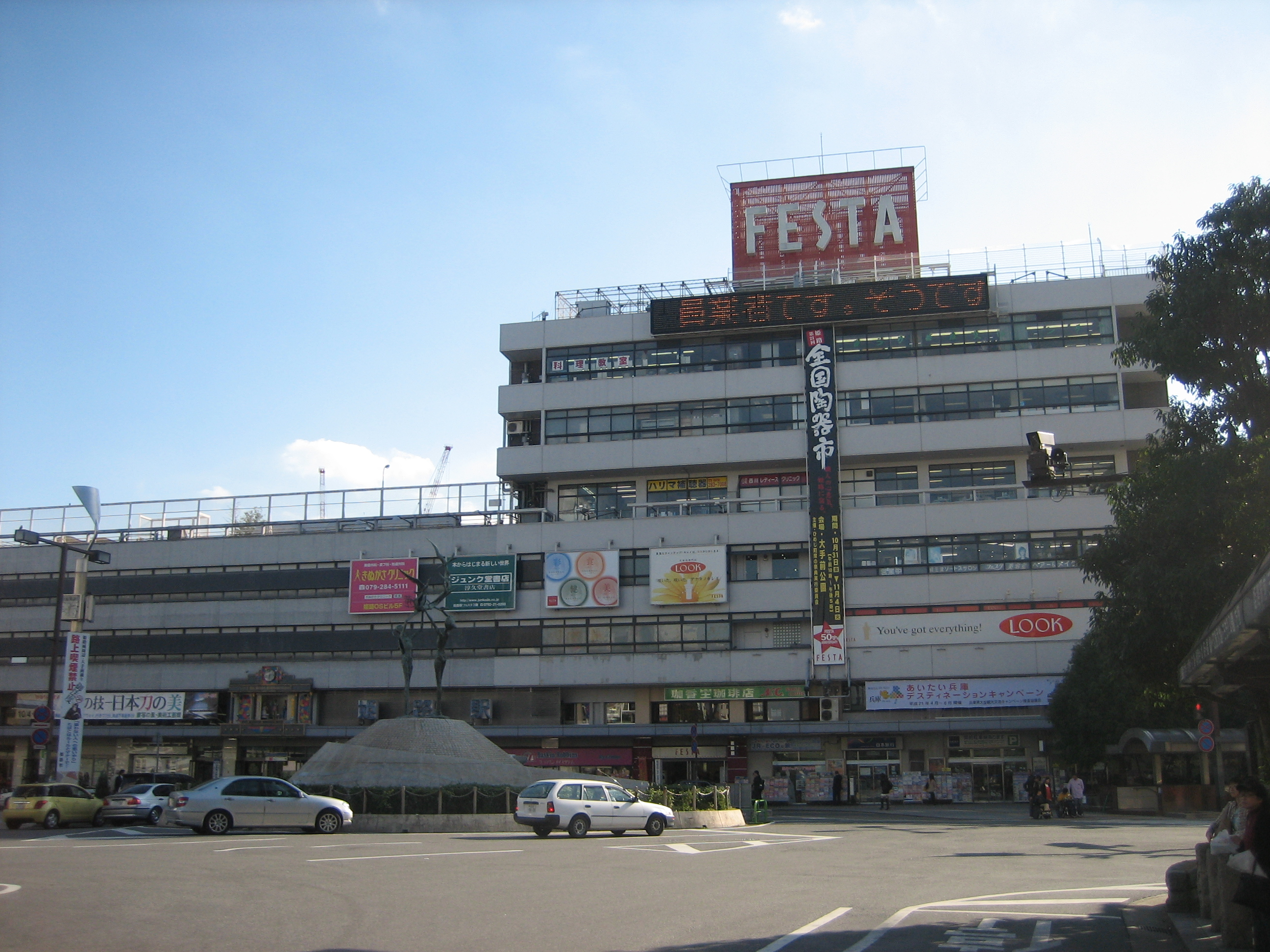
旧駅ビル（1959年 - 2011年）

#### 民営化前
- 1888年（明治21年）12月23日：山陽鉄道の明石駅 - 当駅間の開通と同時に開業[2]。一般駅[2]。
- 1889年（明治22年）11月11日：山陽鉄道の当駅 - 竜野駅間が開通。
- 1894年（明治27年）7月26日：播但鉄道の当駅 - 寺前駅間が開通[10]。
- 1895年（明治28年）4月17日：播但鉄道の当駅 - 飾磨駅（後の飾磨港駅）間が開通[3]。
- 1898年（明治31年）4月21日：播但鉄道の亀山 - 当駅間に豆腐町駅が開業。飾磨方面の旅客列車が同駅で折り返しとなる[11]。
- 1903年（明治36年）6月1日：播但鉄道が山陽鉄道に路線を譲渡、山陽鉄道のみの駅となる[10]。
- 1906年（明治39年）12月1日：山陽鉄道の国有化により、官設鉄道の駅となる[2][3][10]。
- 1909年（明治42年）10月12日：線路名称制定。山陽本線の所属となり、旧・播但鉄道線は播但線となる。
- 1925年（大正14年）10月15日：豆腐町駅が廃止され、飾磨方面の旅客列車が当駅に乗り入れを再開[12]
- 1930年（昭和5年）9月1日：姫津線（現・姫新線）の当駅 - 余部駅間が開通[3]。
- 1945年（昭和20年）7月3日：姫路空襲により初代駅舎が焼失。
- 1946年（昭和21年）10月：二代目駅舎が竣工。
- 1949年（昭和24年）10月19日：構内で「えきそば」販売開始（詳細後述）。
- 1957年（昭和32年）3月27日：山陽本線の貨物支線の当駅 - 姫路市場駅間が開通[4]。
- 1959年（昭和34年）11月1日：三代目駅舎が全国23番目の民衆駅として竣工[1][報道 1]。姫路駅デパート（駅ビル）・地下名店街（地下街）開業。
- 1966年（昭和41年）5月17日：姫路市交通局モノレール線が開業。
- 1972年（昭和47年）
  - 3月15日：山陽新幹線の新大阪駅 - 岡山駅間の開業により、新幹線の停車駅となる[1]。
  - 3月22日：旅行センター開業[13][報道 2]。
- 1974年（昭和49年）4月11日：姫路市交通局モノレール線が休止。
- 1979年（昭和54年）
  - 1月26日：姫路市交通局モノレール線が正式に廃止。
  - 11月1日：貨物支線の当駅 - 姫路市場駅間が廃止[4]。
- 1983年（昭和58年）：駅ビル・地下街をリニューアルし、フェスタ（駅ビル）・フェスタガーデン（地下街）が開業。
- 1986年（昭和61年）
  - 10月31日：播但線の当駅 - 飾磨港駅間が廃止[3]。飾磨港駅行の発着は、高架化前の8番線の西端が使用されていた[14]。
  - 11月1日：小荷物扱いを廃止[2]。姫新線に特殊自動閉塞式導入（姫路駅にセンターを設置）。山陽本線の御着駅・英賀保駅・網干駅と播但線仁豊野駅の4駅の管理駅となる。

#### 民営化後（JR西日本）
- 1987年（昭和62年）
  - 4月1日 - 国鉄分割民営化により西日本旅客鉄道（JR西日本）・日本貨物鉄道（JR貨物）の駅となる[2][10]。
  - 10月 ‐ 旅行センターと分室が「姫路駅旅行センター」として駅から分離独立。被管理駅のうち仁豊野駅を福知山支社福崎駅（当時）に移管。
- 1988年（昭和63年）3月13日：路線愛称の制定により、山陽本線の当駅 - 神戸駅間および東海道本線の神戸駅 - 大阪駅間で「JR神戸線」の愛称を使用開始。
- 1989年（平成元年）4月：日本貨物鉄道から委託されていた貨物扱いを分離。当駅を含む、手柄付近から現在の東姫路駅付近までの在来線連続立体交差事業が開始。
- 1990年（平成2年）3月10日：当駅 - 広島・博多間のこだま4往復新設。
- 1991年（平成3年）2月8日：連続立体交差事業の起工式が行われる[15]。
- 1994年（平成6年）3月21日：日本貨物鉄道（JR貨物）の駅が廃止[2]。新設の姫路貨物駅に業務を移管[2]。
- 1995年（平成7年）
  - 1月17日：阪神・淡路大震災により山陽新幹線の新大阪駅 - 当駅間およびJR神戸線の全線で不通となる。
  - 1月18日：JR神戸線の当駅 - 西明石駅間が営業再開。
  - 2月 - 高架化工事が本格的に開始される。
  - 4月8日：山陽新幹線の新大阪駅 - 当駅間が営業再開。
- 1997年（平成9年）
  - 3月8日：在来線にJR神戸線標準接近メロディ「さざなみ」導入[報道 3]。
  - 4月：駅東側から現在の東姫路駅付近までのJR神戸線の一部区間（下り線）を高架化。
  - 6月：駅東側から現在の東姫路駅付近までのJR神戸線の一部区間（上り線）を高架化。
- 1998年（平成10年）2月21日：自動改札機を設置し、供用開始[16]。
- 2000年（平成12年）3月11日：当駅発着の「こだま」（広島・博多方面）を毎時1本設定。
- 2003年（平成15年）
  - 10月1日：「のぞみ」の停車開始[17]（上下あわせて15本）、また、従来新大阪と当駅を各駅に停車していた岡山発着の「ひかり」が新大阪以西各停となったことから、岡山発着に変えられる形で1990年以来の姫路折り返しのこだまの廃止。
  - 11月1日：在来線でICカード「ICOCA」の利用が可能となる。
- 2005年（平成17年）
  - 2月22日：山陽新幹線に自動改札機導入[報道 4]。
  - 3月1日：「のぞみ」が毎時1本停車（上下あわせて27本）。新幹線に電光掲示板導入。
- 2006年（平成18年）
  - 3月18日：朝6時に当駅を始発とする「のぞみ80号」東京行（2023年現在の「のぞみ68号」に相当する列車）が設定される。
  - 3月26日：JR神戸線・山陽本線のホームを高架に切り替える。在来線に電光発車標導入。
  - 10月1日 - JR京都・神戸線運行管理システム導入。
- 2007年（平成19年）3月18日：ダイヤ改正に関連して駅自動放送を更新。
- 2008年（平成20年）
  - 12月4日：高架下にショッピングセンター「プリエ姫路」がソフトオープン。
  - 12月22日：播但線・姫新線のホームを高架に切り替える。同時に「プリエ姫路」がグランドオープン。播但線の切換は、前日に京口駅までを終日運休にしての大規模な工事となった[報道 5]。
- 2011年（平成23年）
  - 3月17日：プリエ姫路の別館、「プリエごちそう館」と「プリエおみやげ館」がオープン。
  - 12月1日：高架下にビエラ姫路がオープン[広報 3]。
- 2013年（平成25年）
  - 3月28日：地下街がリニューアルし、「グランフェスタ」として2年ぶりに再開。
  - 4月30日：新駅ビル「ピオレ姫路」がグランドオープン（ソフトオープンは4月28日）。既存「プリエ」も「ピオレ」に名称統一。
  - 5月2日：自動改札機を新型のものに交換。
  - 8月7日：異常時情報提供ディスプレイが供用開始。
- 2015年（平成27年）
  - 3月12日：入線警告音の見直しに伴い、接近メロディをJR神戸線標準接近メロディ「さざなみ」の音質見直し版に再び変更する[広報 4]。
  - 3月29日：バスターミナルの工事完了をもって北駅前広場の整備が完了[広報 5]。
- 2016年（平成28年）
  - 2月16日：中間改札の設置工事を開始。
  - 3月26日：在来線改札内に中間改札を設置。これにより、播但線・姫新線（1 - 4番のりば）と、JR神戸線・山陽本線（5 - 8番のりば）との乗り換えには、中間改札を通過する必要がある。
- 2017年（平成29年）
  - 3月27日：北口に「姫路城口」の愛称を制定[報道 6][広報 6]。
  - 9月18日：中央改札口のリニューアル工事を開始。
  - 11月18日：中央改札口のリニューアル工事が終了[広報 2]。
- 2018年（平成30年）3月17日：在来線に駅ナンバリングが導入される[広報 7]。
- 2019年（平成31年/令和元年）
  - 3月16日：新設された特急「らくラクはりま」の発着駅となる[広報 8]。
  - 8月11日：5・6番のりばのえきそば店の店舗改修工事が完了し、リニューアルオープン。キハ58系を模した外装となり、メニューも拡充した。

### 豆腐町駅
播但線の亀山駅 - 姫路駅間には、1898年（明治31年）から1925年（大正14年）にかけて豆腐町駅が設けられていた。
もともと飾磨港と生野銀山を結ぶ目的で播但鉄道により開通した路線であったが、1892年（明治25年）に播磨灘沿岸に海水浴場が開設されると、海水浴場へのレジャー客の利用が増加した。これに伴い、旅客の利便を見込んで姫路駅の西側に開設されたのが豆腐町駅である。
当時の山陽本線上に存在した落窪の壱踏切（通称・豆腐町踏切）のやや西側、飾磨街道そばに設けられており、1面1線の単式ホームに機回し線が備えられていた。開業当初は姫路駅発着列車の途中駅の一つであったが、いつしか（明治44年時点では既に）飾磨方面の旅客列車が豆腐町駅にて折り返すようになり、その際に機回し線が用いられた。
この運用は播但鉄道が山陽鉄道に路線を譲渡し、さらに山陽鉄道が国有化された後も続いたが、1925年10月15日に豆腐町駅は廃止となった。

## 駅構造

### ホーム
1989年から姫路駅とその前後区間において在来線の連続立体交差事業が行われた。その後、1995年より高架化工事が本格的に開始され、2006年3月26日にJR神戸線・山陽本線のホームが、2008年12月22日に播但線・姫新線のホームが高架化された。在来線は島式ホーム3面8線（このうち2線は行き止まり）および下り通過本線1線、新幹線は島式・相対式ホーム2面3線および上下通過本線の構成となっている。在来線の上り通過線はないので、上り通過列車（貨物列車）は上り本線の5番のりばを通過している。
| 在来線ホーム | 在来線ホーム                          | 在来線ホーム | 在来線ホーム                   | 在来線ホーム               |
| のりば       | 路線                                  | 方向         | 行先                           | 備考                       |
| ------------ | ------------------------------------- | ------------ | ------------------------------ | -------------------------- |
| 1・2         | 播但線（普通）                        | 下り         | 福崎・和田山方面               |                            |
| 1・2         | □特急「はまかぜ」                     | 上り         | 大阪方面                       | 2番のりばのみ              |
| 3・4         | 姫新線                                | 下り         | 播磨新宮・佐用方面             |                            |
| 5・6         | JR神戸線（山陽本線） （新快速・普通） | 上り         | 加古川・三ノ宮・大阪方面       |                            |
| 5・6         | □特急「スーパーはくと」               | 上り         | 京都方面                       | 朝1本以外は5番のりばのみ   |
| 7・8         | 山陽本線（新快速・普通）              | 下り         | 相生・播州赤穂・上郡・岡山方面 | 新快速は播州赤穂・上郡まで |
| 7・8         | □特急「スーパーはくと」               | 下り         | 鳥取方面                       |                            |
| 7・8         | □特急「はまかぜ」                     | 下り         | 城崎温泉方面                   | 7番のりばのみ              |
| 新幹線ホーム |                                       |              |                                |                            |
| のりば       | 路線                                  | 方向         | 行先                           | 備考                       |
| 11           | 山陽新幹線                            | 上り         | 新大阪・名古屋・東京方面       |                            |
| 12・13       | 山陽新幹線                            | 下り         | 岡山・広島・博多方面           |                            |

- 上表の路線名は当駅における旅客案内上の名称（愛称）で記載している。
- 寝台特急「サンライズ瀬戸・出雲」の下りは8番のりば、上りは5番のりばに停車する。
- 当駅でスイッチバックを行う特急「はまかぜ」は、大阪方面行きが播但線のりばに[1]、城崎温泉方面行きが山陽線のりばに停車する[1]ため、乗車する際はのりばを間違えないよう注意が必要である。

### 在来線
全長350 mの島式ホーム1面4線（1 - 4番のりば）と全長320 m（15両編成対応）の島式ホーム2面4線（5 - 8番のりば）、合計3面8線のホームを持つ。1 - 4番のりばは1つのホーム上にあり、2番のりばは大阪側・南側の切り欠きホーム、3番のりばは岡山側・北側の切り欠きホームである。1・4番線はスルー式になっており、姫新線と播但線を相互に直通することが可能（ただし、現在は直通する定期旅客列車は設定されていない）。このため1番線の西側は播但線車両の留置線としても利用されている。2番のりばの岡山方には4番のりばへ進入するための渡り線がある。また山陽本線上り線岡山側から4番のりばへの進入が可能であり、夜間に貨物列車1本が4番のりばを通過している（上り最終列車などで5・6番線が埋まるため）。なお1 - 4番線はすべて電化されているが、架線は構内の西側で終端となっている。これは姫新線が非電化で電気を必要としていないためである。
大阪側の上り線と下り線の間に留置線（全長320 m）が4線敷設されており、相生方面からの列車の折り返しや、播但線・姫新線の列車留置に使われている（岡山行き列車はここで夜間停泊する）。大阪方面からの当駅止まりの列車は、6番のりばに停車して直接折り返す列車や、一時留置線で留置後に上り列車として折り返したり網干総合車両所や隣の英賀保駅まで回送される列車もある（当駅で播但線に使用される221系が2番線で夜間滞泊を行っている）。岡山方面からの折り返し列車は直接7番のりばに入ることもある。2・4 - 8番のりばのいずれからも留置線への出入りは可能であるが、2・4番のりばからは一番北側の1番留置線にしか入線できないような配線となっている。6番のりばと7番のりばからは全方向（姫新線・山陽本線・播但線・JR神戸線）への出発が可能となっている。
ホームには1面に1か所ずつ計2か所の待合室が設けられている。内部の座席はすべて南向き（姫路城とは反対向き）で、冷暖房完備。ただし他駅と異なり、車椅子スペースの折りたたみ座席は設けられず、空きスペースとされている。JR神戸線・山陽本線のホームは青春18きっぷシーズン中には、大阪方面または岡山方面への乗り継ぎを行う旅行者で混雑する。
5・6番のりば、7・8番のりばのそれぞれ中程にはえきそば屋が設けられている。かつての地上駅時代には旧3・4のりば、旧6・7のりばの中程や旧31 - 33のりばの西端でもえきそば屋が営業していたが、新ホーム移行に伴い営業終了・撤去された（えきそば屋については後のえきそばの部分も参照）。また、旧1のりばの東端にはカレー屋もあったが、こちらも営業を終了した。
5 - 8番のりばでは、駅員が赤旗を振ることによって客扱い終了表示を送っている。
なお、播但線は福知山支社の管轄路線であるが、当駅自体は神戸支社管内となっているため、当駅の上り場内信号機を支社境としている。
停車場に分類される。
当駅で使用されている接近メロディ「さざなみ」は、1997年3月8日からJR神戸線・山陽本線（当駅 - 相生・上郡）・赤穂線（相生駅・播州赤穂駅）の駅で導入されている。2015年3月12日からは、音質調整をしたものが使われている。当駅では「さざなみ」に加え、列車接近表示器から、メリーさんの羊と草競馬が流れる。
2016年3月26日に、1 - 4番のりばと5 - 8番のりばの間に、中間改札が設けられた。播但線・姫新線⇔JR神戸線・山陽本線の相互の乗り換えには中間改札を通過する必要がある。改札外から直接1-4番線側に向かうことはできない。
停車する電車は種別を問わずドアが半自動扱いとなり、ドアの横のボタンで開閉し乗り降りする。ただし、当駅到着後に回送扱いになる電車や特急列車は、到着時にドアが自動で開く。

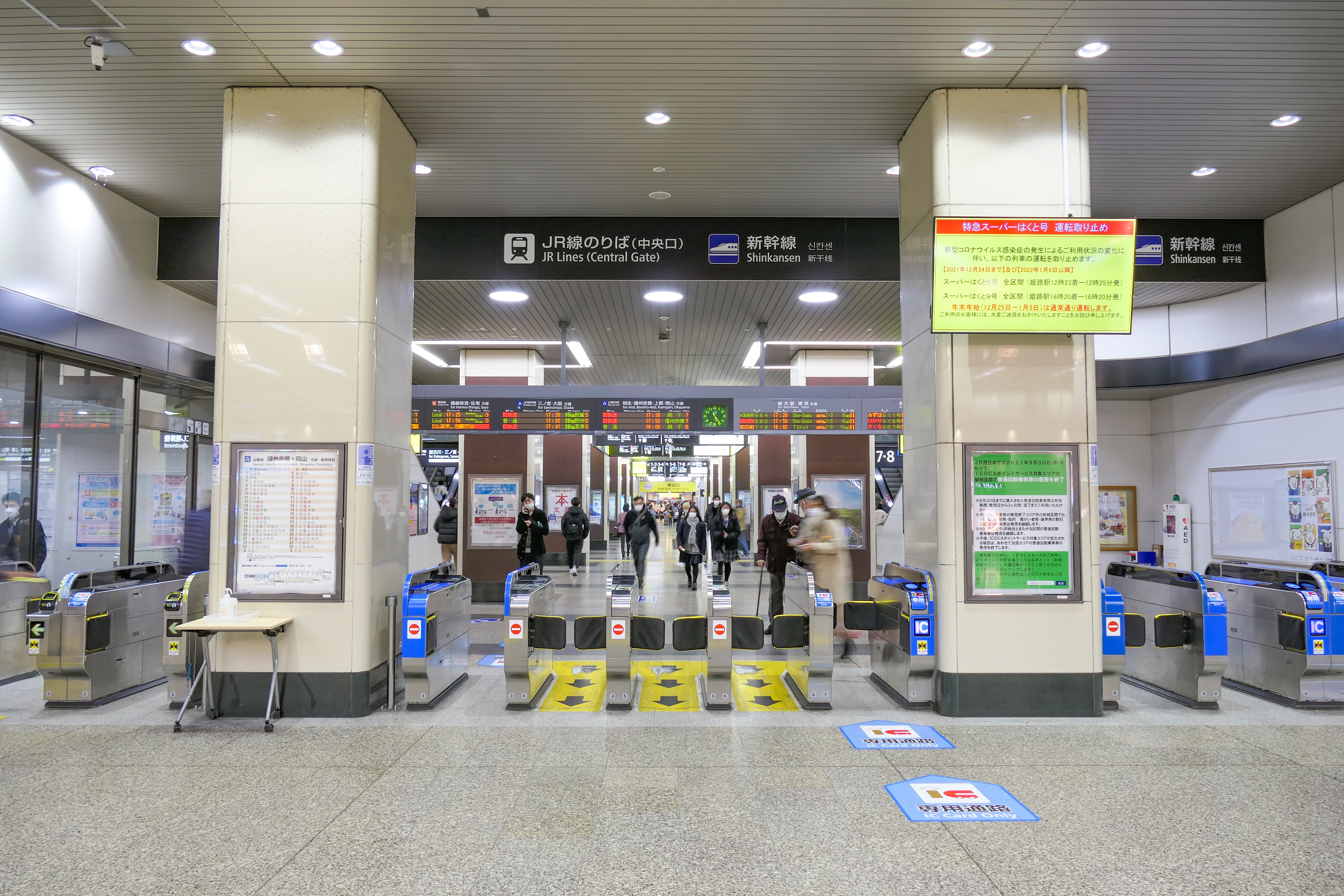
中央改札口（2021年12月）
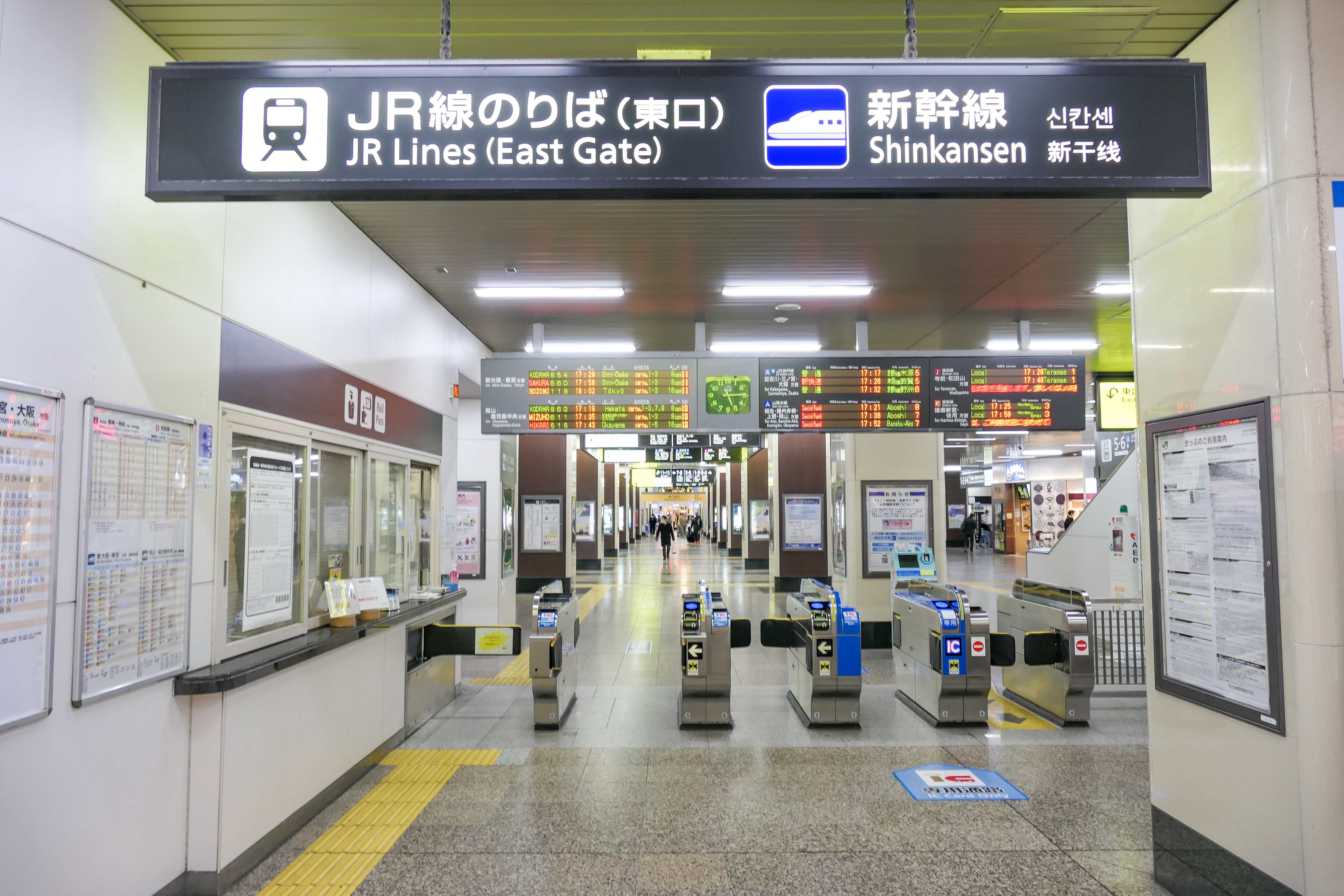
東改札口（2021年12月）
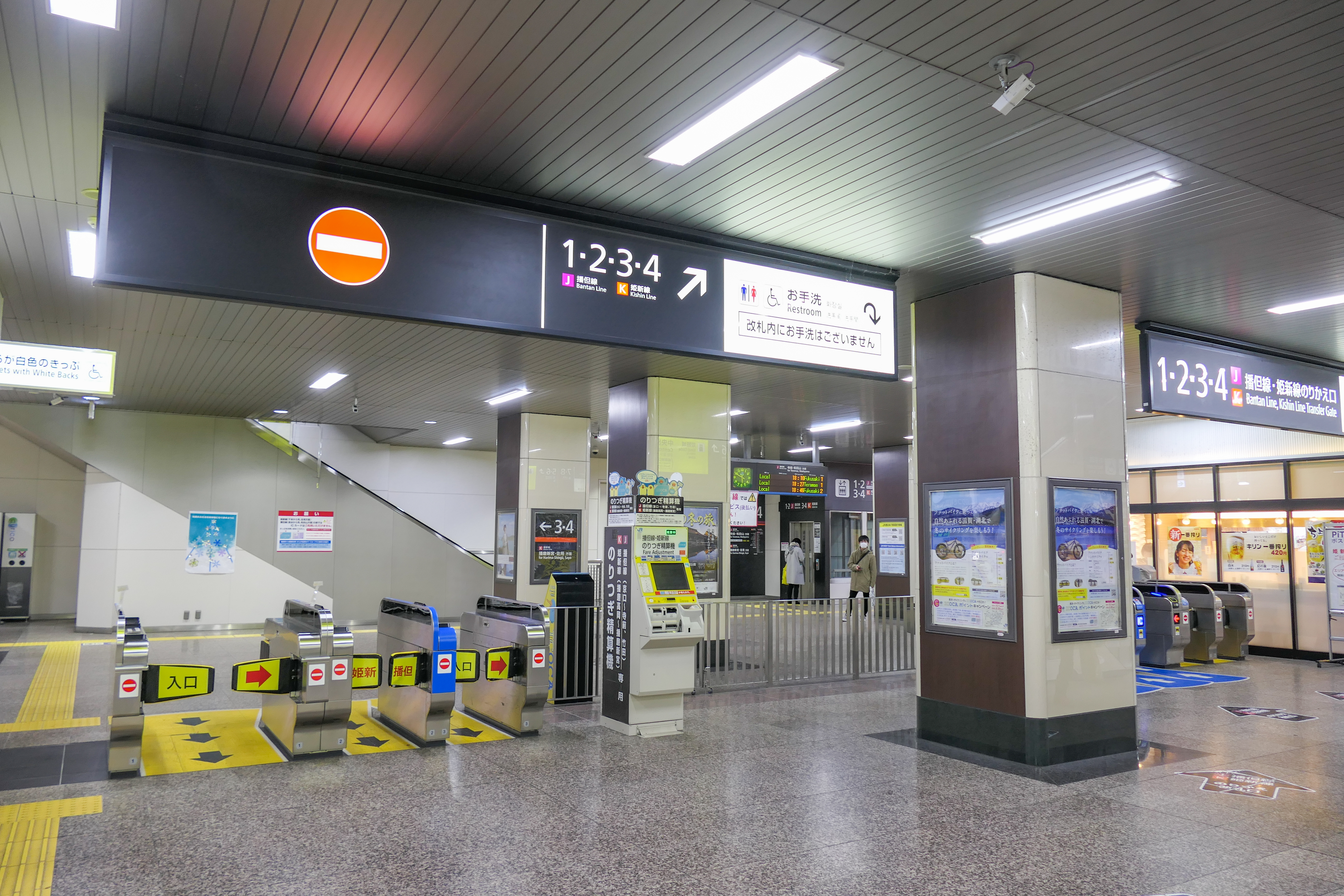
播但線・姫新線への中間改札（2021年12月）
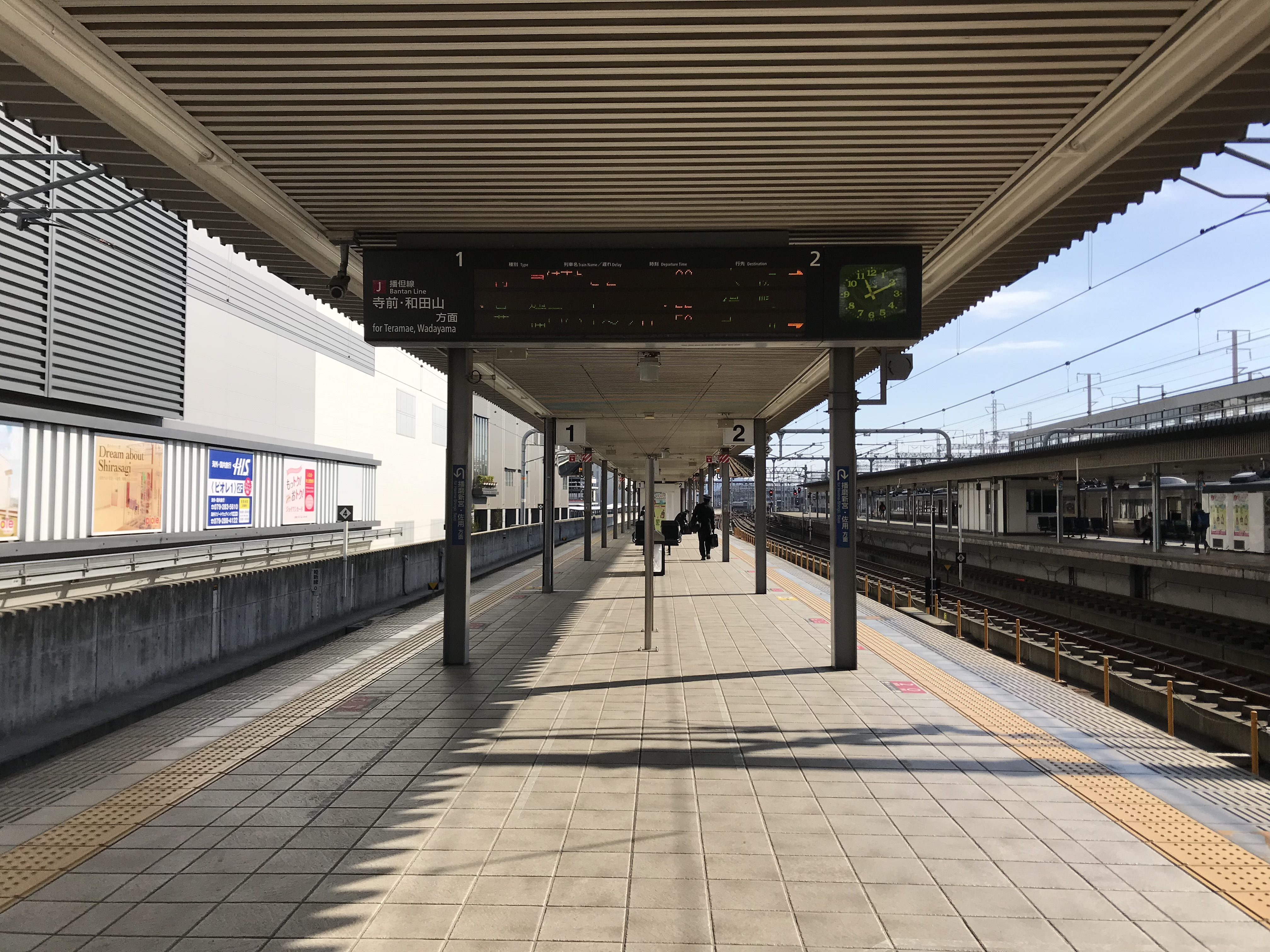
播但線ホーム（2019年2月）
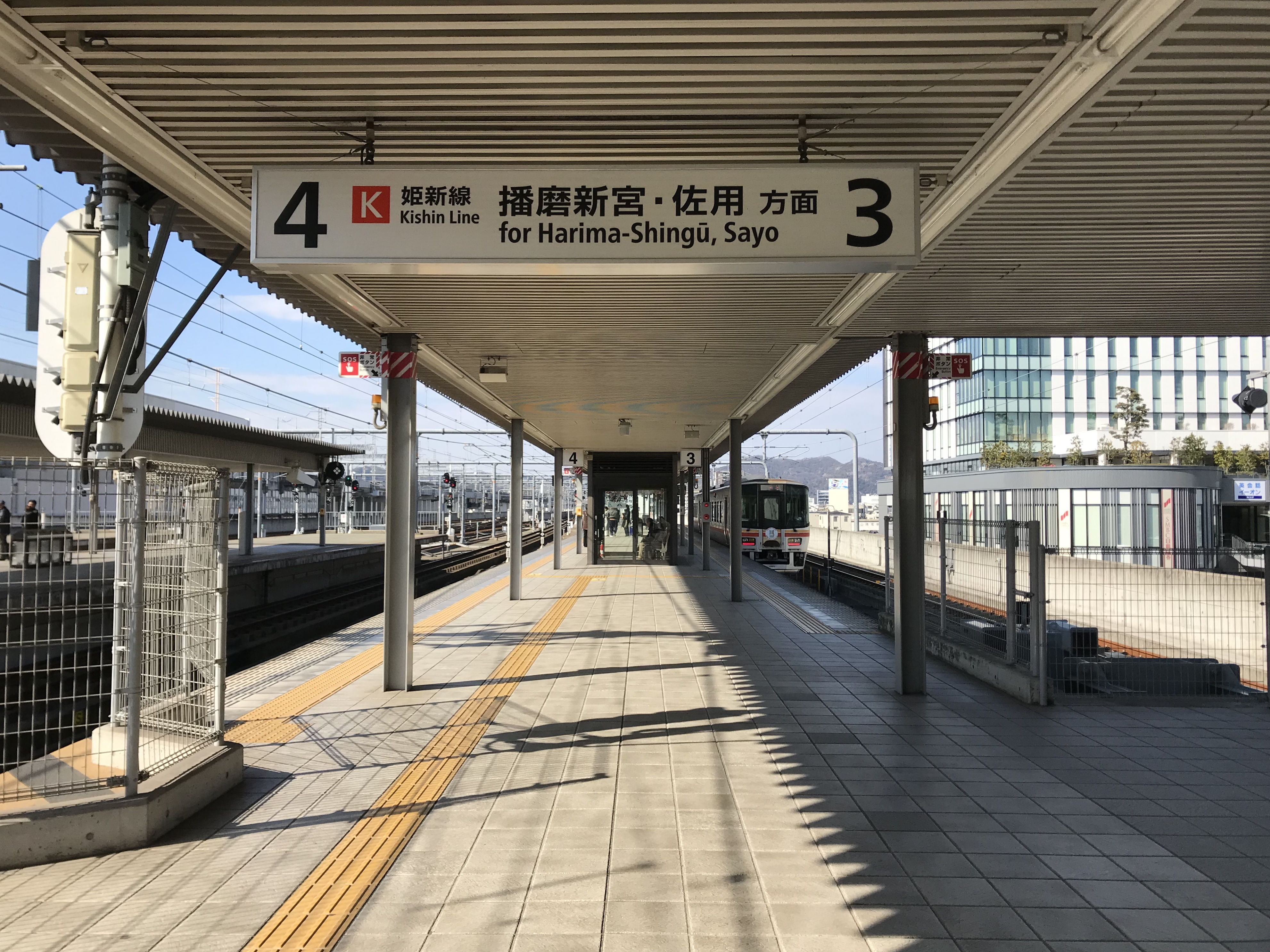
姫新線ホーム（2019年2月）
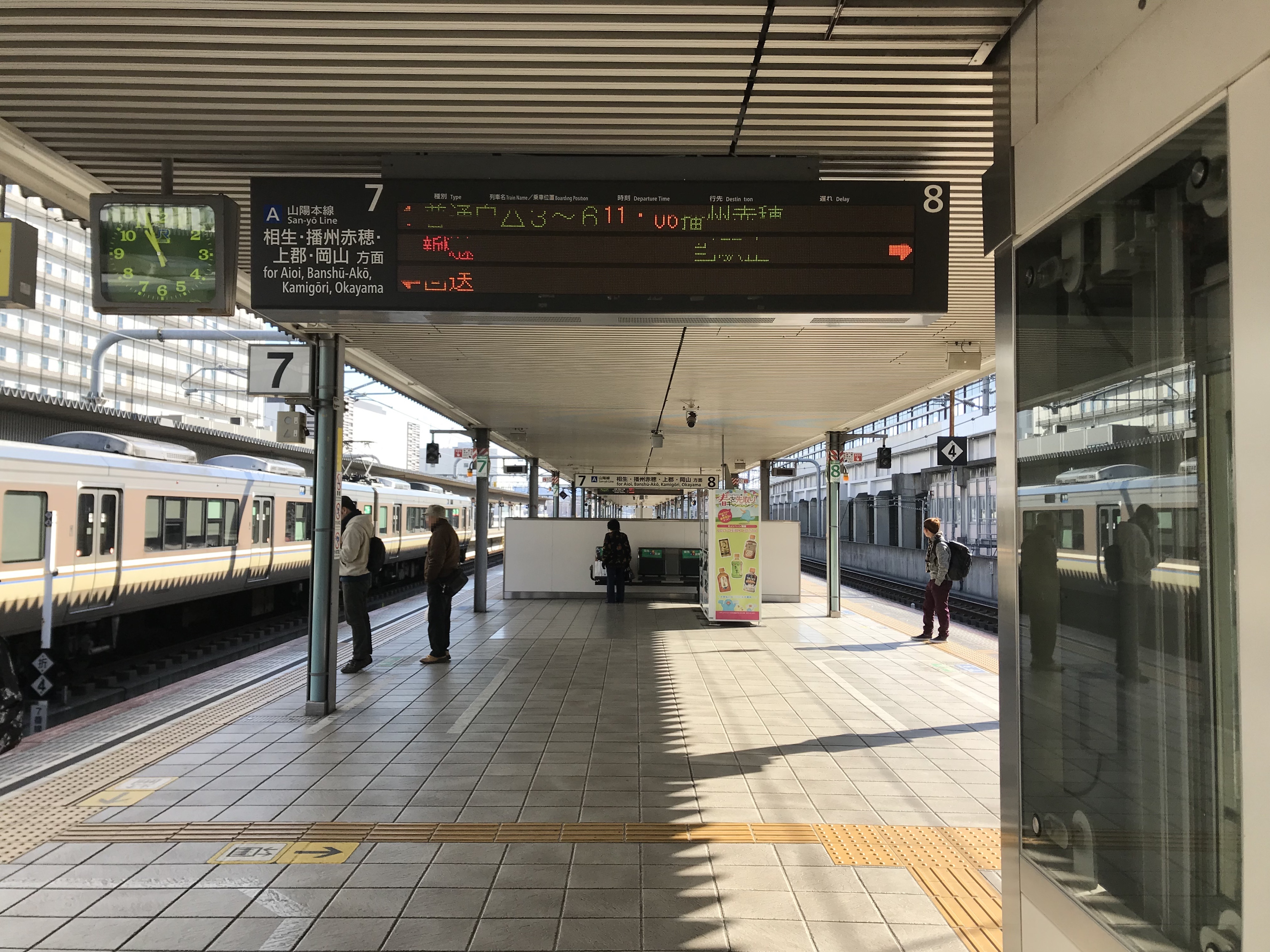
山陽本線ホーム（2019年2月）
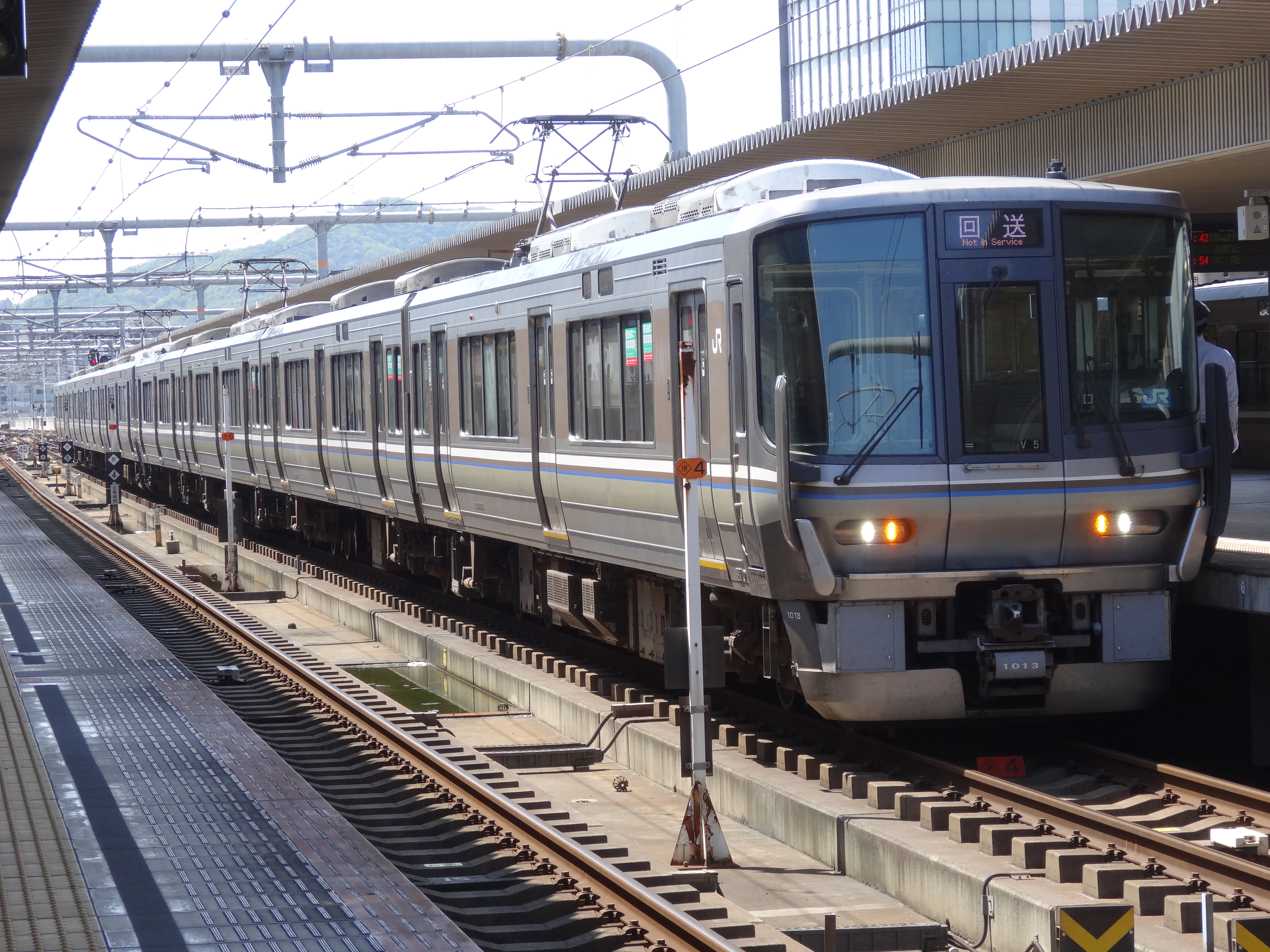
6番線に停車する223系（2024年5月）

### 新幹線
16両編成対応の11 - 13番のりば（山陽新幹線）は島式・相対式2面3線の高架ホームで、11番のりばと12番のりばの間に2線の通過線がある。また、11番のりばと在来線の高架の間に、線路をもう1線増設して2面4線とすることが可能なスペースがある。
基本的に新大阪・東京方面の列車は11番のりばを、岡山・鹿児島中央方面の列車は12番のりばを使用する。ただし、当駅始発の東京行きの「のぞみ」は12番のりばから（前日の夜に到着した東京発「のぞみ」の折り返し運用のため）発車する。13番のりばは事故や大雨・大雪などに起因するダイヤ乱れなど緊急時の列車待避に使用する場合がある。2013年のダイヤでは7時台の当駅始発の岡山行き「こだま」のみが、2015年3月14日ダイヤ改正からは、21時台前半に「ひかり443号」が「のぞみ121号」を待避すべく使用していたが、これは新幹線のホームが通過線を挟んでいる駅としては珍しく停車列車同士の待避であった。この待避は2017年3月4日ダイヤ改正で、「ひかり443号」の新大阪駅発時刻が、「のぞみ121号」の3分後になったため、解消されている。
13番線は1990年3月10日から1991年3月15日および2000年3月11日から2003年9月30日にかけて、当駅 - 広島・博多間に設定されていた「こだま」の折り返し時に使用されていた実績がある。2018年3月ダイヤ改正で姫路発博多行きの「こだま」が再設定され、13番線から発車している他、2018年5月から2019年度にかけて運行されていた当駅発博多行の臨時「ひかり577号」も同番線から発車する。また博多発姫路行の臨時「ひかり576号」は、当駅手前の渡り線を通って下り本線を逆走し、13番線に入線する。降車終了後は回送となり、岡山方面に折り返す。
なお、外部と新幹線とで直接出入りできる改札口は存在しないため、外部から新幹線を利用する際には必ず在来線の改札口を通る必要がある。特に、エクスプレス予約サービスで新幹線のきっぷを予約し、EX-ICカードで乗車しようとする場合、そのままでは新幹線の改札も在来線の改札も通過できないため、まず在来線の改札口で駅係員に申し出て専用の入場証を受け取り、新幹線の自動改札機に入場証を投入した上でEX-ICカードを読み取らせる必要がある。ただし、交通系ICカードを所有している場合、在来線の自動改札機を交通系ICカードで通過し、新幹線の自動改札機を通る際にEX-ICカードと交通系ICカードを重ねて読み取らせることで入場することが可能である。
13番線は夜行新幹線計画の時に整備され、予備の待避駅として西明石駅・相生駅が建設された。

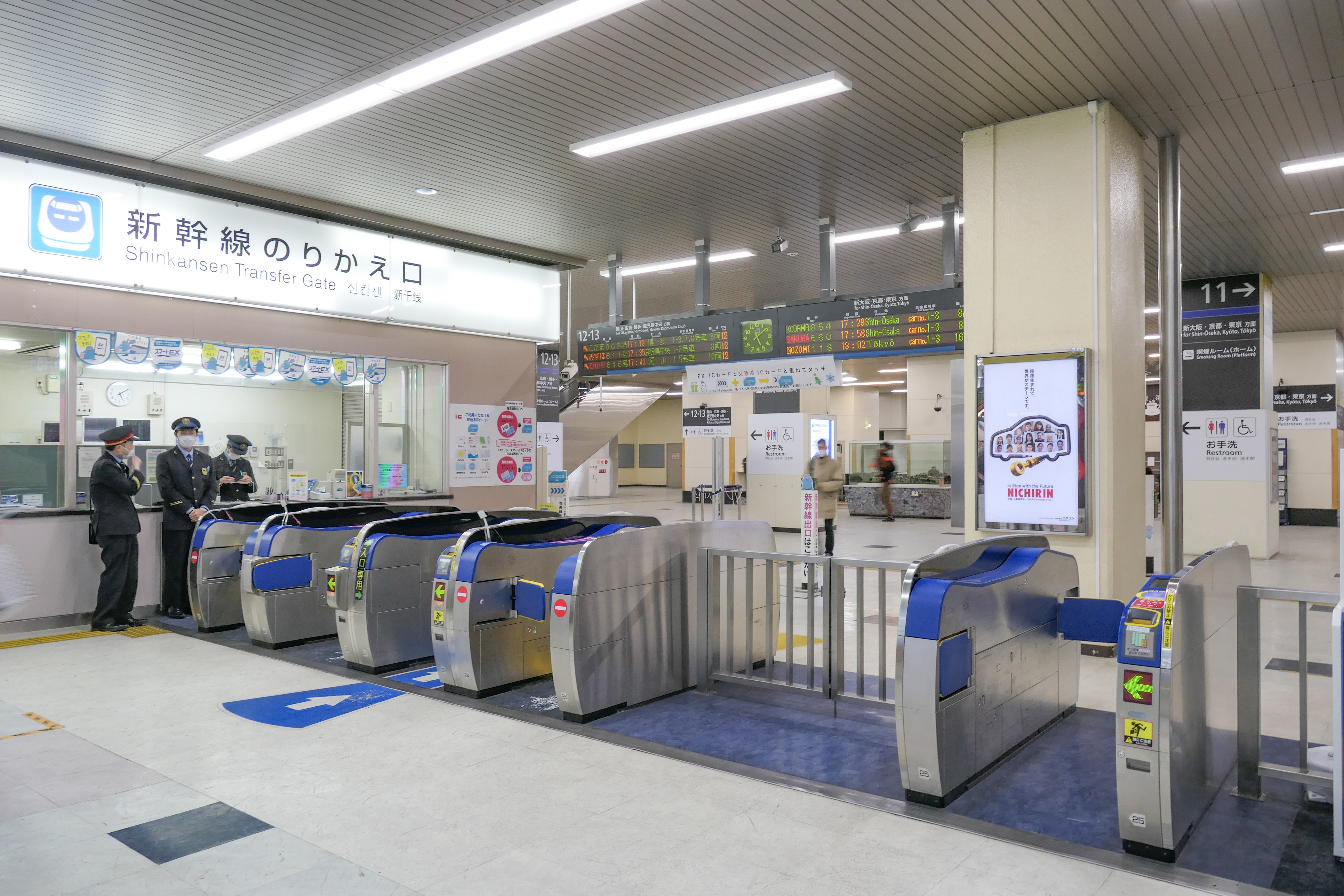
新幹線のりかえ口（2021年12月）
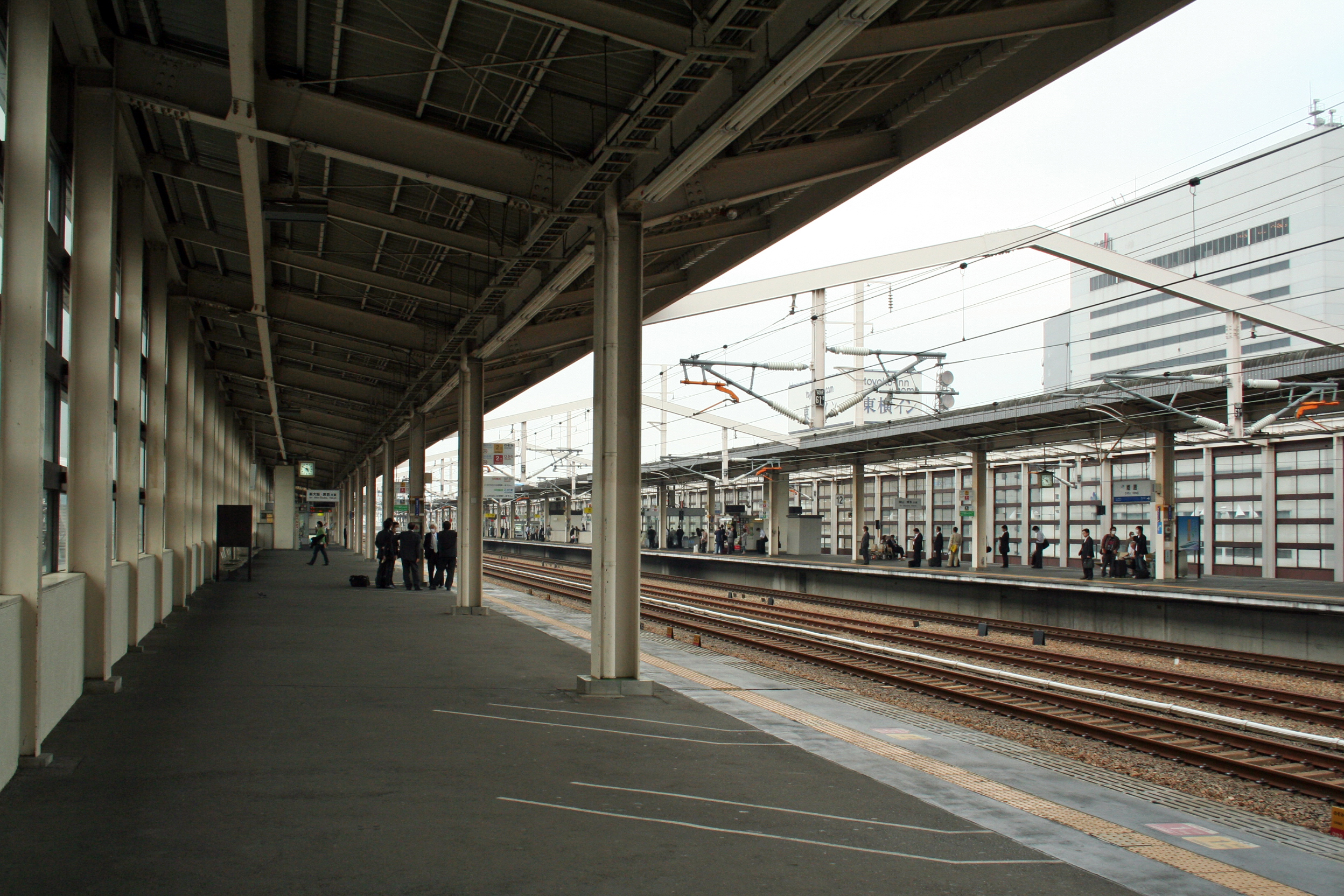
新幹線ホーム（2009年5月）
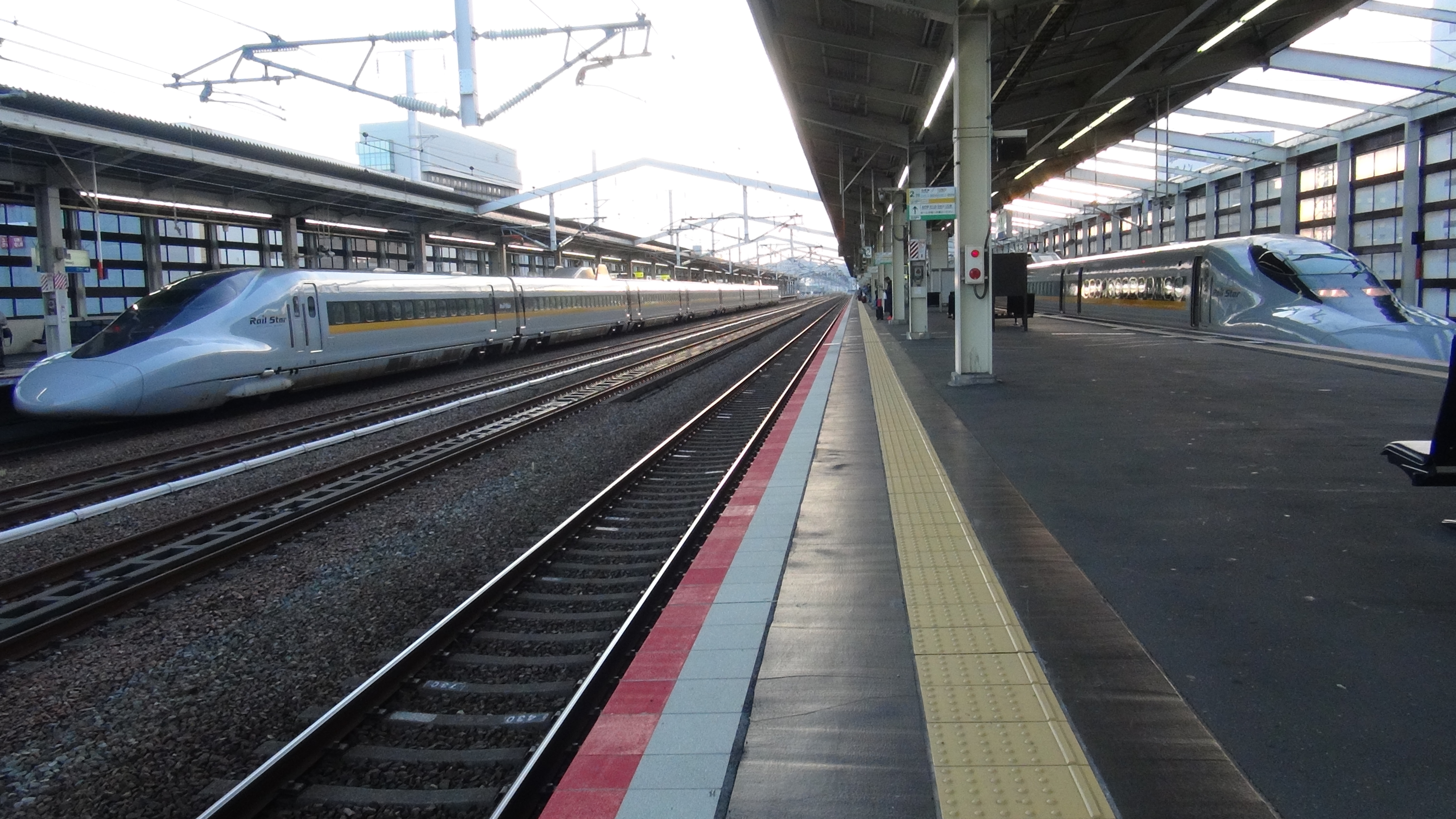
新幹線ホーム 11・13番線に停車する700系

### 連続立体交差事業
「JR山陽本線等姫路駅付近連続立体交差事業」として1989年（平成元年）から当駅を含む山陽本線・播但線・姫新線の高架化および貨物基地・車両基地・保線区の移転などが行われた。山陽本線区間は、事業区間4,260 m（神戸起点52 K690 m63 - 56 K950 m50）のうち盛土区間が936 m（駅東部316 m+駅西部620 m）、高架区間が3,324 mである。播但線区間は、事業区間は1,036 mで全区間が高架区間、姫新線区間は、事業区間が1,333 m（盛り土区間395 m、高架区間938 m）である。
事業費は632億円とされた。これの付帯事業として、播但線第1期連続立体交差事業が行われ、1984年10月1日に先行竣工している。
在来線の高架化事業開始までは、島式・相対式3面11線のホームとなっていた。姫新線は1番線・西1番線（のちに0番線）、播但線は東1 - 3番線（のちに31 - 33番線）と呼称されていた。これらは中央改札口を挟んですべてが地続きになっており、駅ビルと直結していた。また山陽本線上りは3・4番線、同下りは6・7番線（2・5番線は通過線でホームはなし）となっており、飾磨港線は7番線西端を切り欠いた西7番線を使用していた。さらに7番線と新幹線の高架の間には留置線が12線（8 - 11番線、南1 - 南7番線）敷設されていた。
| のりば  | 路線                      | 方向 | 行先                           | 備考                             |
| ------- | ------------------------- | ---- | ------------------------------ | -------------------------------- |
| 0・1    | ■姫新線                   | 下り | 播磨新宮・佐用方面             |                                  |
| 3・4    | ■JR神戸線（新快速・普通） | 上り | 加古川・三ノ宮・大阪方面       | 寝台特急（大阪・京都方面）も発着 |
| 3・4    | □特急「スーパーはくと」   | 上り | 大阪方面                       | 寝台特急（大阪・京都方面）も発着 |
| 6・7    | ■山陽本線（新快速・普通） | 下り | 相生・播州赤穂・上郡・岡山方面 | 寝台特急（九州方面）も発着       |
| 6・7    | □特急「スーパーはくと」   | 下り | 鳥取方面（智頭急行線経由）     | 6番のりばのみ                    |
| 6・7    | □特急「はまかぜ」         | 下り | 城崎温泉方面（播但線経由）     | 7番のりばのみ                    |
| 31 - 33 | ■播但線（普通）           | 下り | 寺前・和田山方面               |                                  |
| 31 - 33 | □特急「はまかぜ」         | 上り | 大阪方面                       |                                  |

連続立体交差化の基本構想は1973年に姫路市から発表されたが、当時は貨物駅や気動車区があり、山陽電気鉄道本線の高架橋とも干渉するため、工事は難航し、着工から長い年月を費やすこととなった。
新幹線高架に沿って在来線高架を建設するスペースを捻出するため、貨物駅の移転と在来線ホーム南側の留置線の移設を行う必要があった。1994年3月21日に貨物駅は姫路貨物駅として、また姫路鉄道部（気動車区）は姫新線余部駅 - 太市駅間に移転したことにより、1995年2月から工事が本格着工した。貨物設備と新幹線高架の間に位置していたJR神戸線下り線を、貨物設備撤去によって捻出したスペース、同上り線のすぐ南側に移設した。捻出したスペースに在来線高架および留置線7線の建設を行い、第1段階として、1997年4月および6月に駅東側から現在の東姫路駅付近までの部分で高架切り替えが行われた。その後も駅高架部分の建設が行われ、2006年3月26日にはJR神戸線・山陽本線のホームが高架化されたが、播但線が高架化されるまでの間は駅構内で播但線との接続ができなくなった。このため、播但線で使用されている103系の当駅 - 網干総合車両所間の回送（播但線から網干方面に入れないため、一度宝殿駅・東加古川駅まで行って折り返した）や、特急はまかぜの播但線乗り入れのために、駅東側の高架以前のJR神戸線上り線を利用して播但連絡線が敷設されていた。その後、2008年12月22日に播但線・姫新線のホームが高架化されたことにより、全てのホームが高架になった。
山陽電鉄線も飾磨港線の路線跡を利用しての高架切り下げが行われた。
2011年2月末に旧姫路駅ビルが閉鎖し取り壊された後、旧地上ホーム跡地に新姫路駅ビルなどが改築されている。

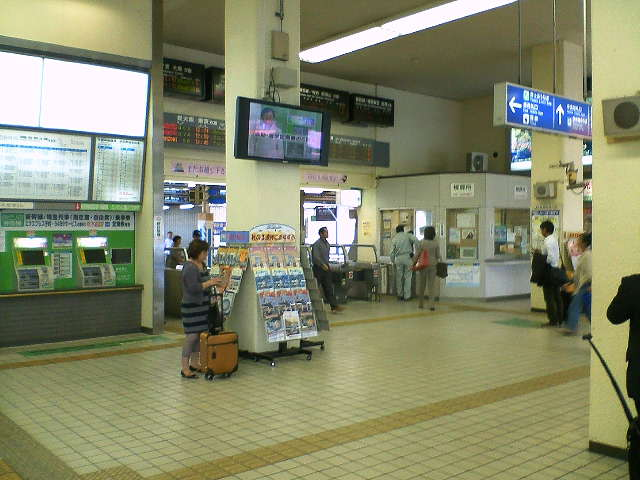
旧駅北側中央改札口（現在は通路として開放）
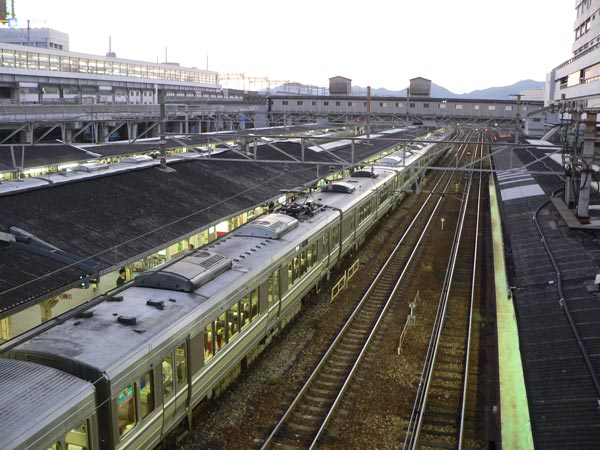
高架化前の姫路駅構内、旧山陽本線ホーム
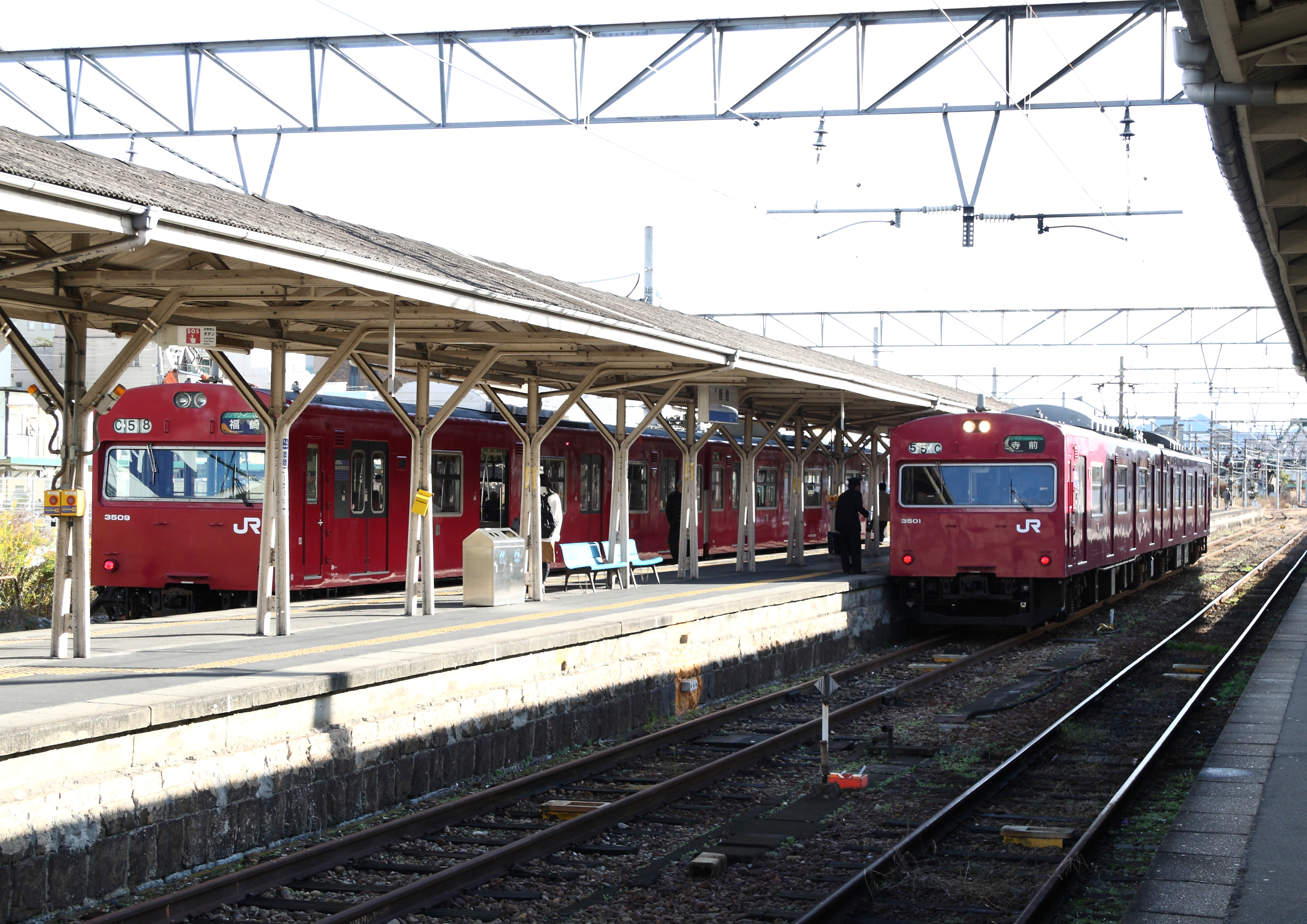
高架前の姫路駅-播但線ホーム
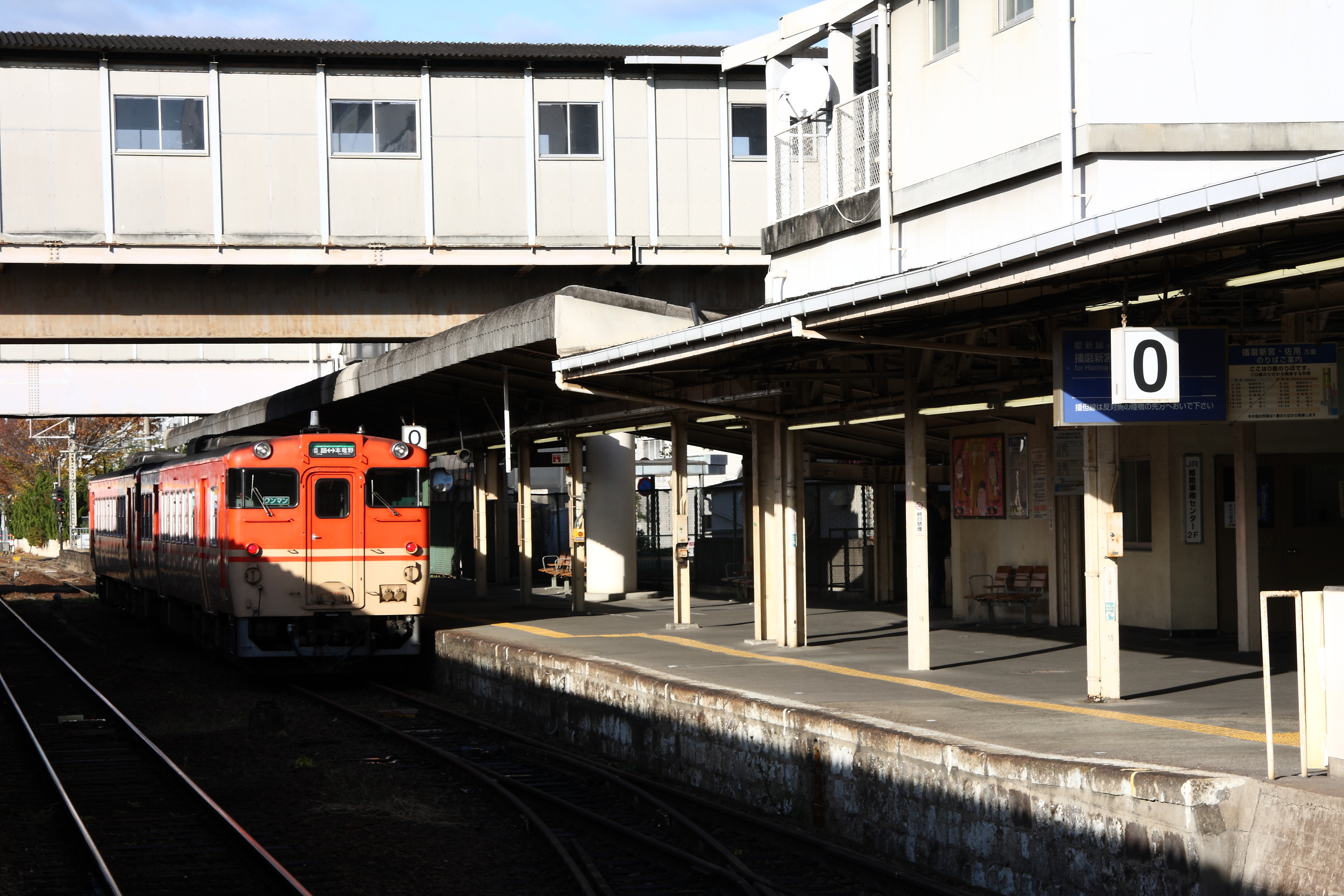
高架前の姫路駅-姫新線ホーム

### コンコース
南北の自由通路を兼ねた中央コンコースと改札内の在来線コンコース、2階新幹線乗換口内の新幹線コンコースに分かれる。改札口は在来線コンコース西側岡山寄り、中央コンコースとの間の中央改札口と、在来線コンコース加古川寄りの東改札口の2ヶ所となっている。
在来線コンコース内には他駅より大きめのデイリーインが造られ、通常の弁当や雑誌の他に姫路のお土産などが売られている。また、回転焼きで有名な御座候や、牛丼の吉野家なども営業を始めている。
新幹線コンコースでは、お土産屋（おみやげ楽市）やまねき食品が運営する「Maneki Dining」が営業をしている。また、ICOCA対応のロッカーも設置されている。
新幹線改札内には、姫路市白浜の松原八幡神社の秋季例大祭で行われる灘のけんか祭りに使用される、松原屋台が展示されている。

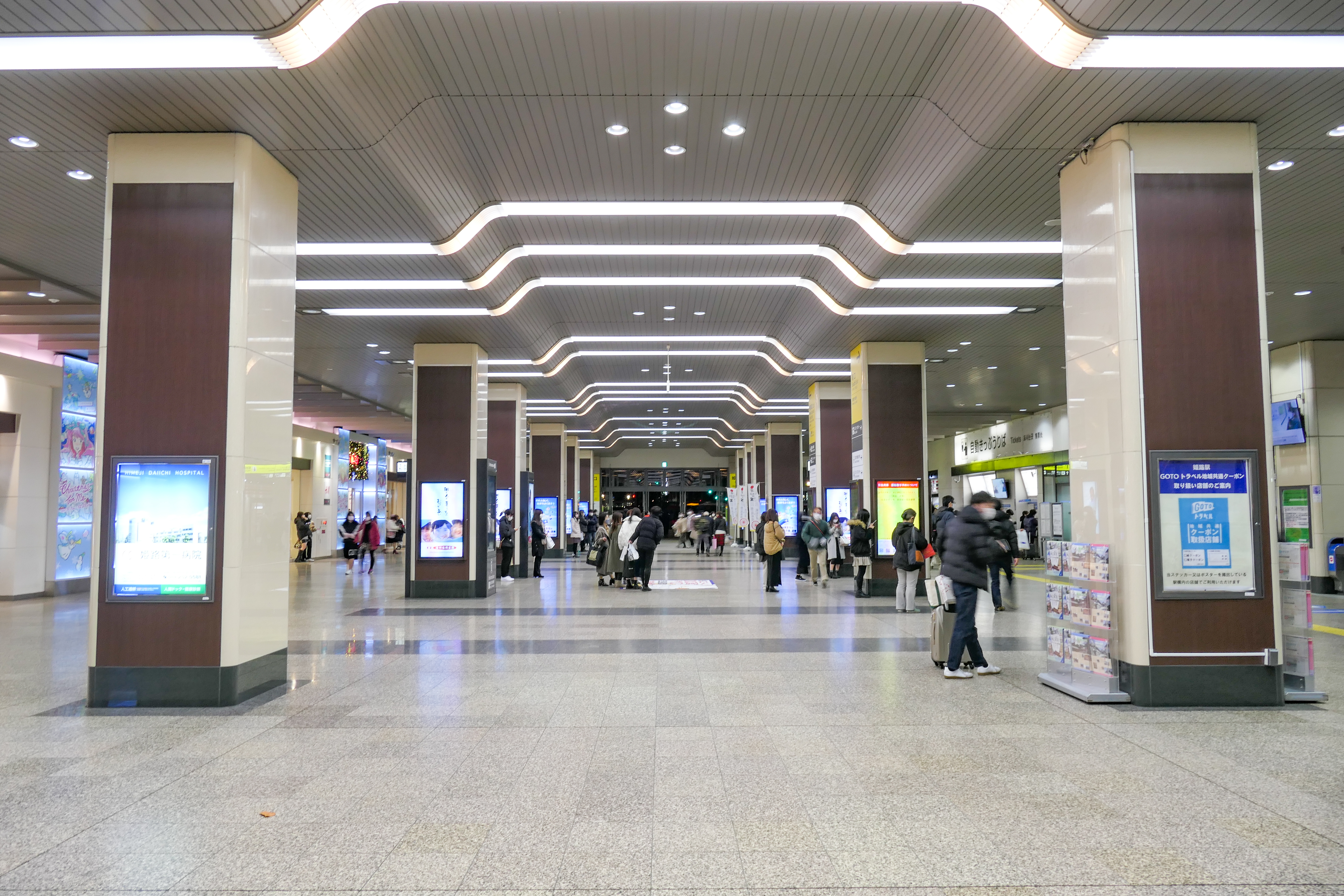
中央コンコース
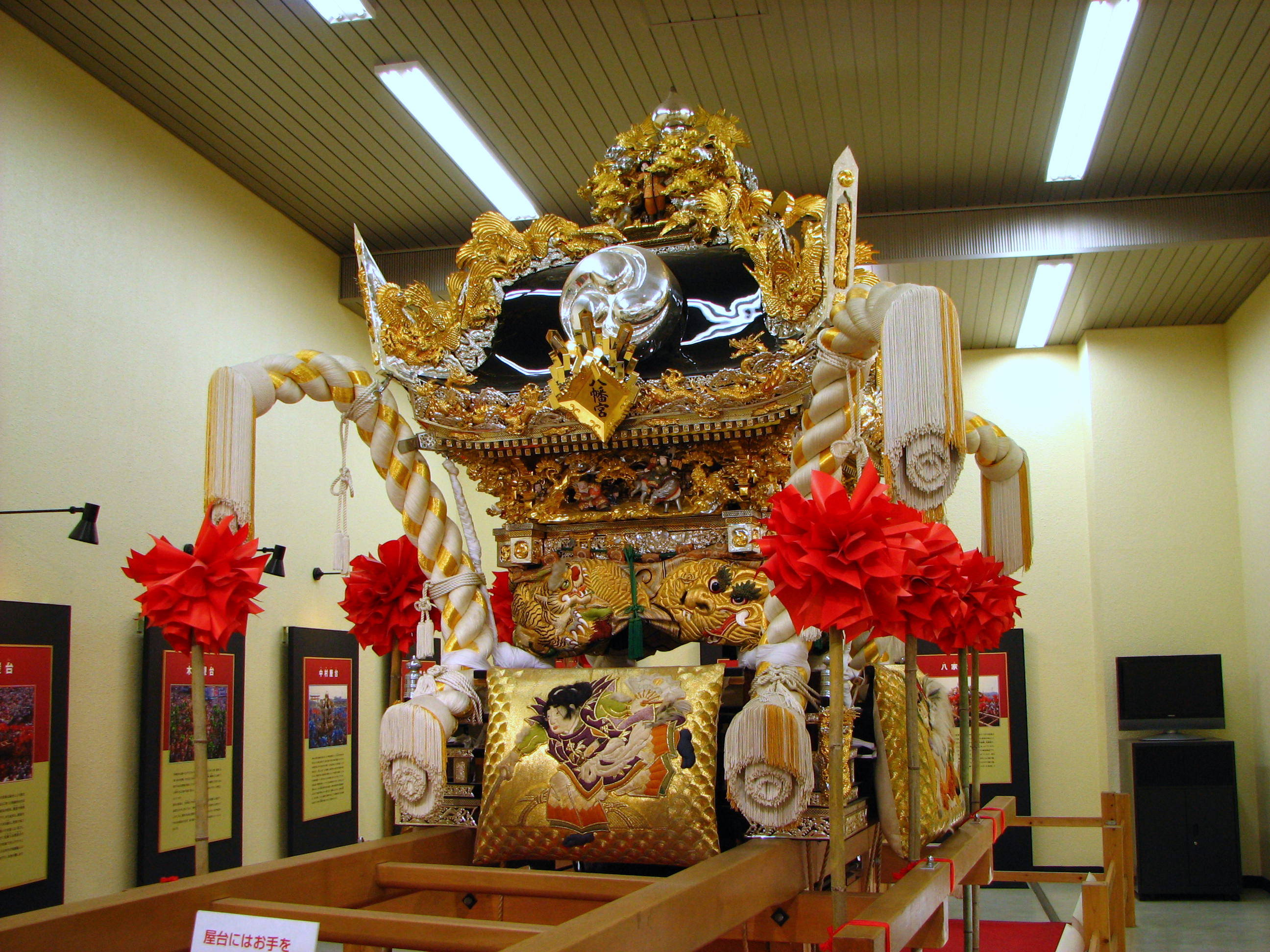
松原屋台の展示

以前は南口の2階部分に新幹線用と在来線用の改札口が別々に設けられていたが、JR東西線開業後の在来線の自動改札化後に新幹線用は使用停止となり（在来線自動改札を通ることで乗車券に乗車駅情報を読み込ませるため）、在来線用も2005年4月17日に2階から1階に南中央改札口（現・中央改札口）として移され、もともとの南口は閉鎖された。さらに北口から新幹線改札までは、従来は跨線橋を利用することで行き来することができたが、高架工事の進展に伴って跨線橋が一部撤去され、現在の新幹線口が作られた。従来は今より東側の位置から進入する形となっていた。その部分はシャッターによって跨線橋と接続していた部分が閉鎖されているが、JRと兵庫県警鉄道警察隊が事務用としてそのスペースを使用している。
姫新線と播但線の高架化以前は、北側出口は駅デパートに直結する地下改札、2階改札も含め、従来の改札を引き続き使用する事となり、駅ビルまでの仮設通路が設けられていた。高架の完成に伴い、従来の北側出口側の改札は地下改札や2階改札も含めて撤去となり、北側出口側からは新コンコース側への自由通路を通って新コンコースの中央改札口へとアクセスする形になっている。従来の中央改札は撤去されて通路として開放されている。

### かつて存在した設備
操車場・貨物設備
姫路・神戸地区における取扱貨物量の増加に伴い、吹田操車場の補助目的で設置された。吹田操車場、梅小路駅と並んで、大阪鉄道管理局内での本社指定操車場に指定されるまでになった。
姫路駅の貨物業務を分離し、旅客駅東側に平面貨車ヤード（取り扱い規模1,500車/日）を新設した。1921年に用地買収を開始し、1929年に完成した。
貨物取扱量の増加に伴い、1941年には上り仕訳線増強が、第二次世界大戦後まもなく列車編成長さ延長に対応した有効長延伸工事が行われた。さらなる改良として、高度経済成長期には下り本線を構内南側（新幹線高架寄り）に移設し、仕訳線を上下本線間に設置する抱き込み式ヤードに改良し、増大する貨物に対応した。
ヤード継走式輸送の衰退や貨物列車のコンテナ化に伴い、1984年2月1日ダイヤ改正で操車場は機能停止となり、国鉄分割民営化後は貨物設備のみがJR貨物に引き継がれた。
この貨物設備は、前述した連続立体交差事業に関係して姫路貨物駅として郊外（現在のひめじ別所駅と同一地点）に移転している。
機関区については姫路機関区を参照。

### 姫路市交通局（廃止）
1966年のモノレール線開通時に起点駅として開業した。
仮駅として建設されたため、軌道桁が当時のバスターミナル直前で断ち切れ、終端部に車止めが設けられているだけのシンプルな線路配置で、駅舎も仮設の簡素な物だった。将来的にはさらに東進して大手前通りを横断し、国鉄の駅により近い位置に本設駅を設ける予定であったという。
しかしながら、仮設駅のままモノレール線は1974年に運行を休止、1979年に廃線となった。

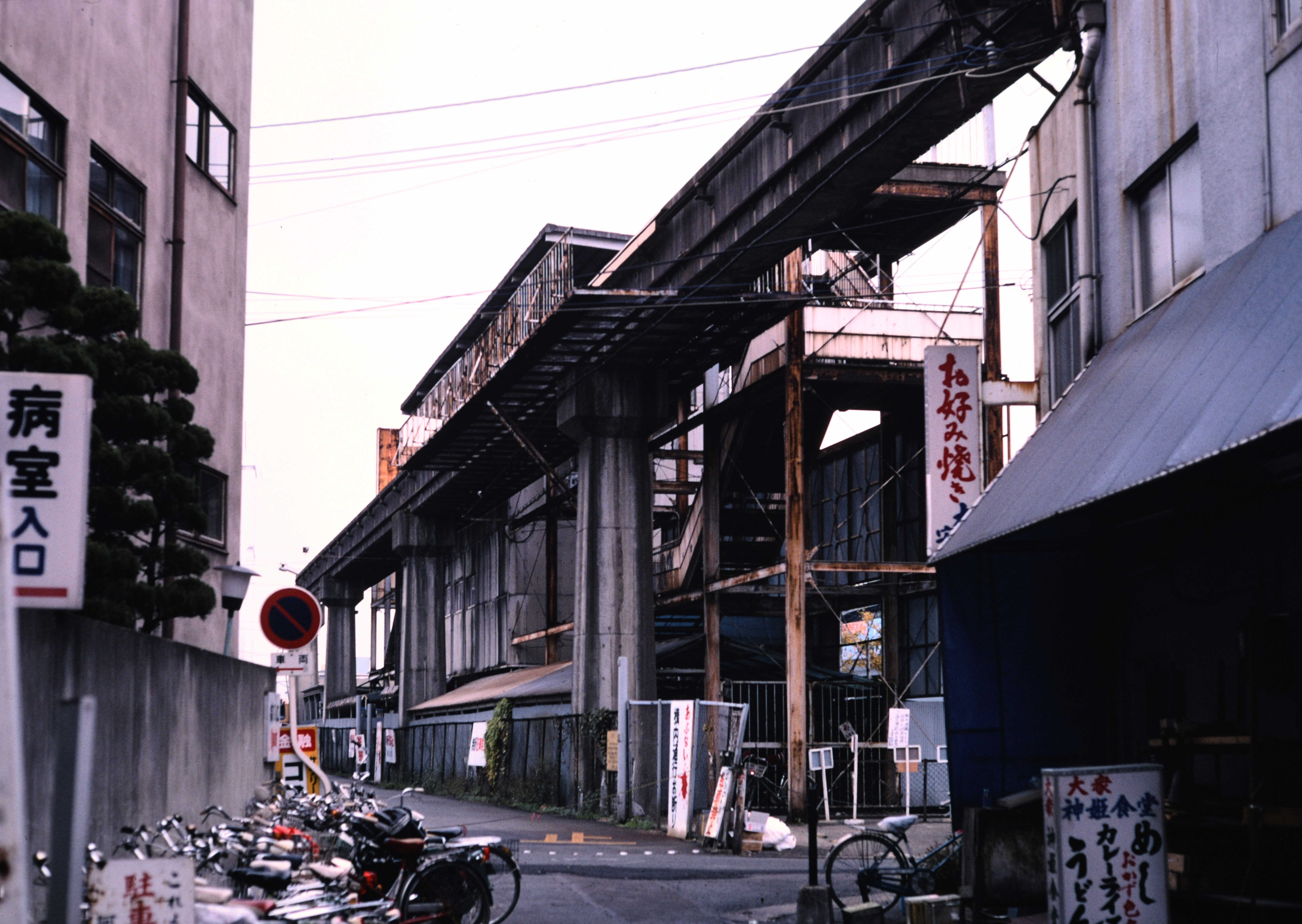
ホーム（1981年11月）
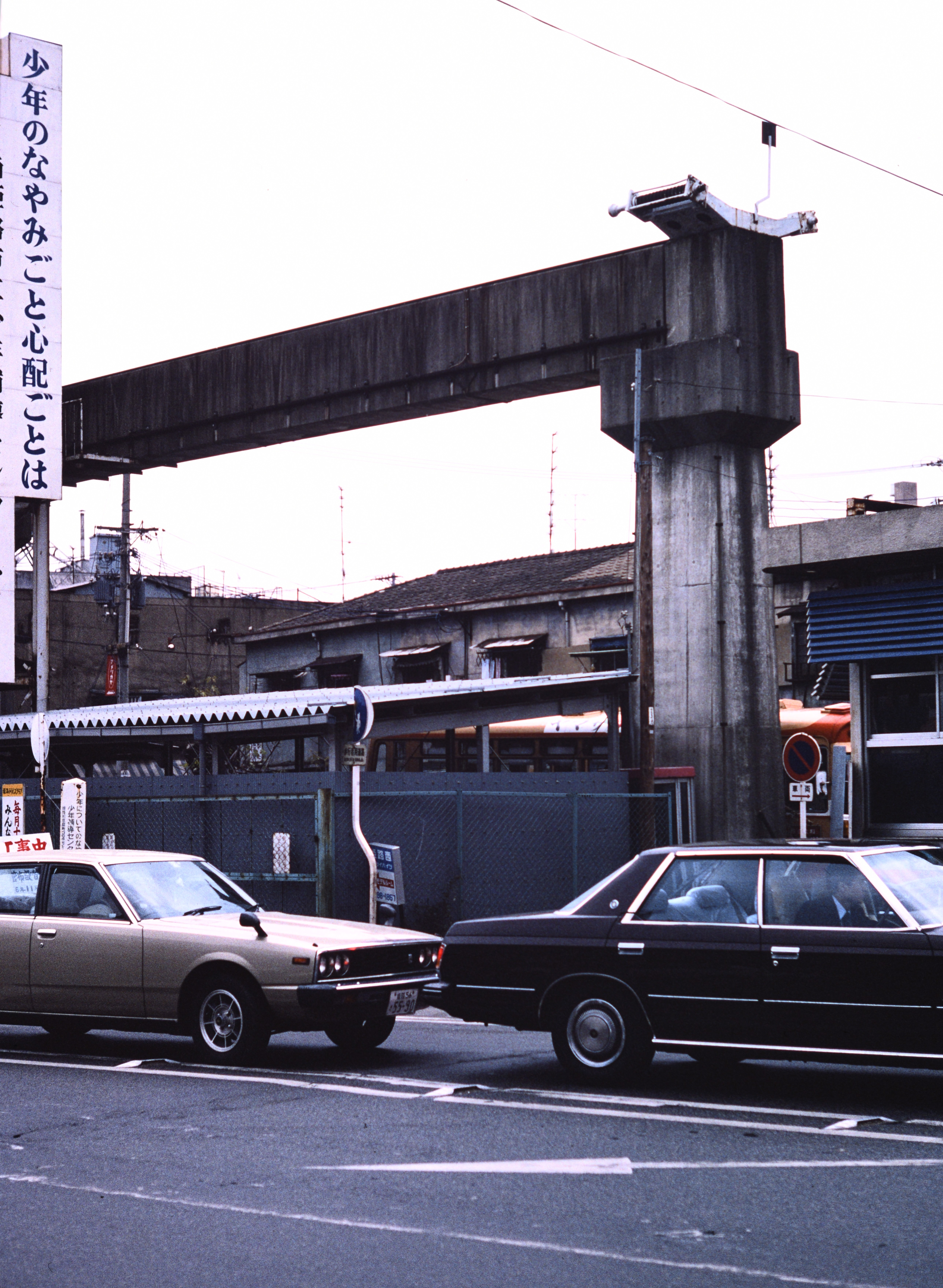
途切れた軌道

## 姫路駅ビル
初代の駅ビルは1959年11月に日本で23番目の民衆駅として竣工したものである。商業部分は姫路駅デパートとして開業し、1983年のリニューアル後は「FESTA（フェスタ）」と改められた。服飾、書店、飲食店などの他、映画館、診療所、屋上遊園地なども入居・設置されていた。
旧駅ビルは建て替えが進められ、まず、2010年3月末に姫路市営バスが民間移譲し、市バスターミナルに商業ビル（姫路フェスタ南館）を建設、初代駅ビルのテナントを移転した後撤去された。旧ホーム部分に新駅ビルを建設、既存の高架下施設「PLiE （プリエ）姫路」を併せ「piole（ピオレ）姫路」に名称を統一し、2013年4月28日にプレオープン、4月30日にグランドオープンとなった。なお、初代駅ビルの跡地は、サンクンガーデンなどに整備された。また、駅地下街「FESTA GARDEN（フェスタガーデン、旧姫路駅デパート地下名店街）」は2011年2月末から改装のため閉鎖し、2013年3月28日に「GRAND FESTA（グランフェスタ）」としてリニューアルオープンした。
2015年（平成27年）10月30日、「姫路駅北駅前広場および大手前通り」が2015年度グッドデザイン賞（特別賞「地域づくりデザイン賞」）を受賞した。

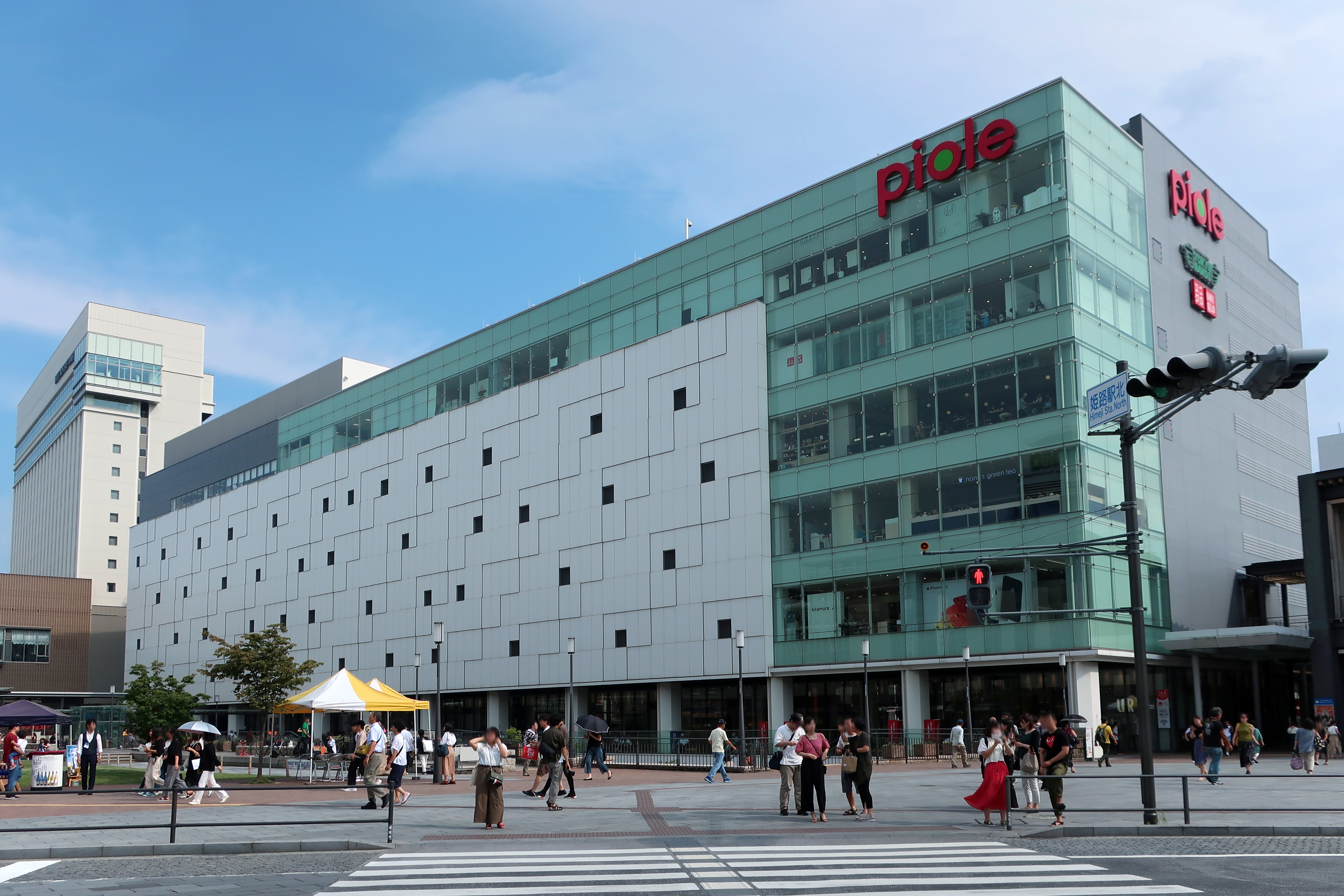
ピオレ姫路
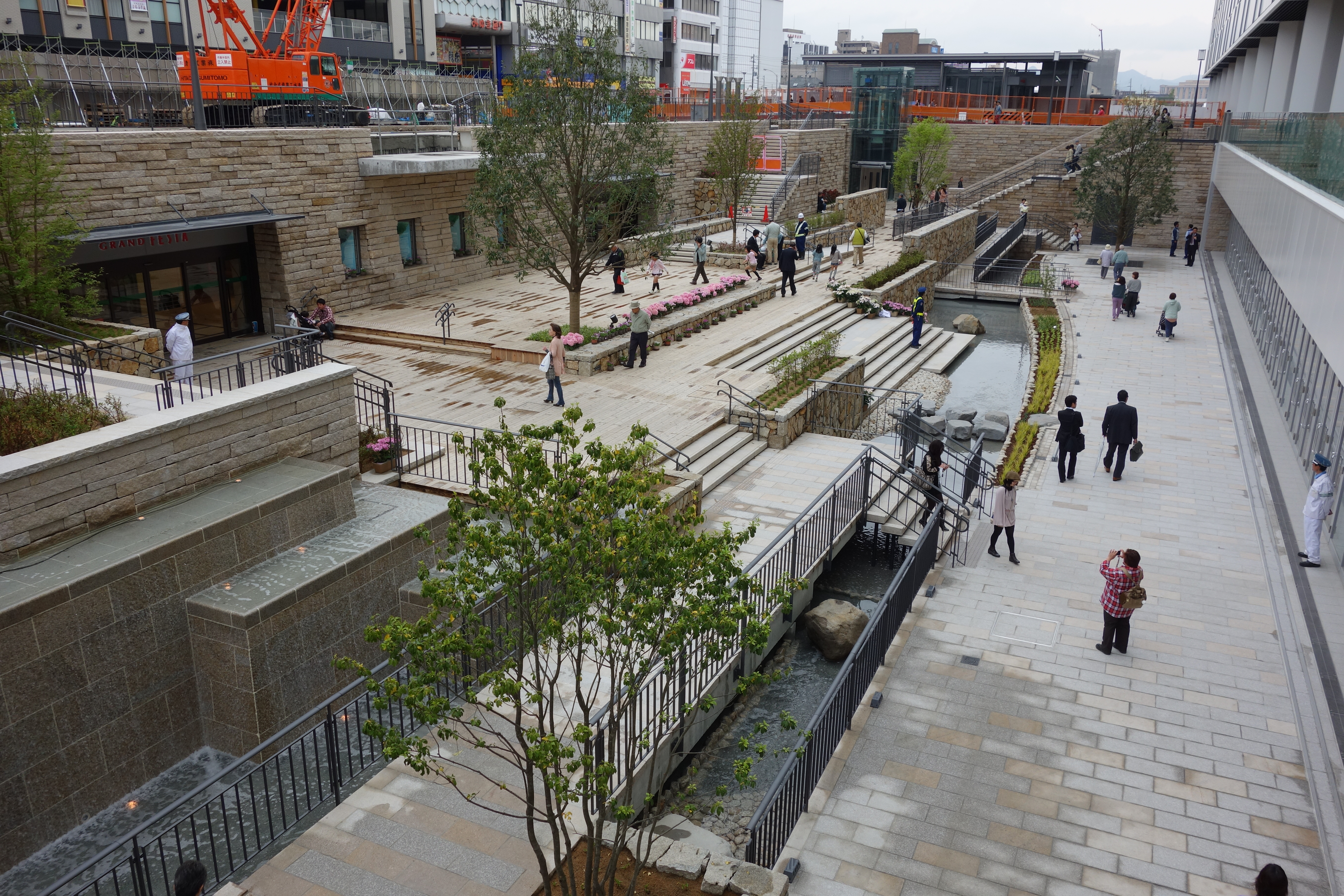
キャッスルガーデン

### 施設
- 駅ビル - ピオレ姫路（piole）
  - ハンズ、アーバンリサーチ、ユニクロなど119店舗が入居。
  - 屋上広場からは姫路城や新幹線駅を見渡すことができる。また、ナナズグリーンティーやスターバックスでも姫路城を眺めながら飲食が可能。
  - 外壁には日本唯一の間接LED照明を使用した、動く映像設備を設置。監修は内原智史が手掛ける。
- 駅地下街　GRAND FESTA（グランフェスタ）
- 別館　FESTA（フェスタ）南館（旧FESTA店舗が移転）
- 駅北側芝生広場 - 2014年7月1日から使用が開始された駅前の芝生広場。面積は約900平方メートルで国内最大級、広場の南側（130平方メートル）と東側（60平方メートル）の2箇所に舞台がある[報道 8][報道 9][報道 10]。
- キャッスルガーデン - 駅前北側広場の半地下広場[報道 11]。
- キャッスルビュー - 姫路城を展望できる駅前に建築された展望台。高架の在来線ホームからも展望台を通して城を展望できる。

2013年6月15日にピオレ姫路とキャスパ（山陽姫路駅ビル）を2階で結ぶ長さ114 メートル、幅5 メートルの眺望・連絡デッキが開通し、同年12月12日に、サンクンガーデンは「キャッスルガーデン」に、眺望デッキは「キャッスルビュー」と愛称が決定された。

## えきそば
この駅の名物として名高いのが「駅の立ち食いそば」である。まねき食品が営業する立ち食いそば・うどん店で売られている「えきそば」は、かん水を用いた中華麺を使用した、いわゆる「黄そば」である。つゆは見た目はうどんと似ているものの、実際にはうどん用よりもやや濃い目に仕立てられた、専用の和風だしを使用する。このような駅そばはあまり例がなく、旅行者の間では「姫路のそば」と呼ばれ親しまれている。販売方法は基本的に食券を購入して注文する方式（トッピングの具材も含む）である。
かん水を使ったのは、戦後すぐの冷蔵庫の無い時代に開発された際に、麺の保存性を高めるためとされている。終戦後、当時統制品であった小麦粉の代わりにそば粉とこんにゃく粉でうどんのようなものを作っていた。販売開始当時は立ち売りで、丼鉢は出雲今市（現・出雲市）より仕入れ、店の従業員が列車で出雲まで直接買い付けに行き、列車で丼を運んで姫路に到着後すぐにそばを販売していた。しかし、保存性があまりよくなかったため、かん水を使った独自の麺に至り、黄色いそばと和風だしを使うことになった。当時の価格は容器代込みで50円であった。後に山陽本線・播但線各ホーム上の売店での販売へと移り変わった。
1949年（昭和24年）10月19日に「えきそば」と名付けられた。姫路の「えきそば」は他業者の製品が地元スーパーでも販売されているなど完全に地元に根付いた存在となっている。
高架化以後の改札内では山陽本線上下各線のホーム上の売店、新幹線乗降口前の軽食堂「まねきダイニング」で営業しているほか、姫路駅近くの商店街・小溝筋や加古川駅（改札内からも利用可能）、東海道本線の元町駅にもこのそばを売るまねき食品の店がある。容器は当初の瀬戸物から、昭和40年頃に現在の薄いプラスチック製となった。車内持込は、国鉄時代は可能であったが、現在は車内美化維持のため持込が禁止されており、売店にも持込できない旨の貼り紙がされている。メニューも豊富にある。詳しくは公式サイト#外部リンクを参照。
ファンも多く、姫路出身の松浦亜弥は過去の担当番組『松浦亜弥のオールナイトニッポン』の中で姫路名物として採り上げたり、『saku saku』のコーナー「駅そばキング」でも紹介されている。過去に一度、関東地方で売り出した時期もあったが、人気が得られずに撤退。しかし、2000年代においては、関東から味わいに訪れる人もおり、密かな人気が存在している。
2009年4月22日からは大阪・梅田の阪神百貨店地下1F スナックパークでも「姫路名物　えきそば」として販売されている。また2010年5月には日清食品がえきそばのカップ麺版を「まねきのえきそば」として近畿地区限定で発売している。
同様の中華麺と和風つゆとを組み合わせた立ち食いそばとしては、新潟県の直江津駅・燕三条駅の「和風中華」がある。こちらの麺つゆは関東風の濃い口であり、駅構内店舗だけの限定メニューとなっている。また、関西圏では学生食堂や社員食堂などにおいて、「えきそば」と同じような中華麺とうどん出汁を組み合わせた麺類メニューを「そば」と称して出しているケースも少なくない。
2019年8月11日に5・6番線ホームのえきそば店がリニューアルオープンした。キハ58系を模した外装となっている。

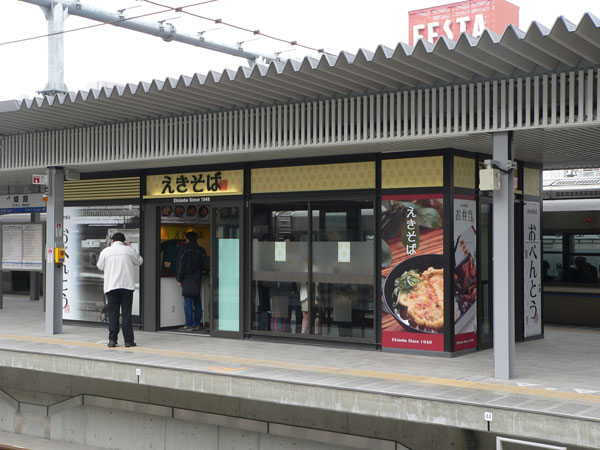
えきそば売店
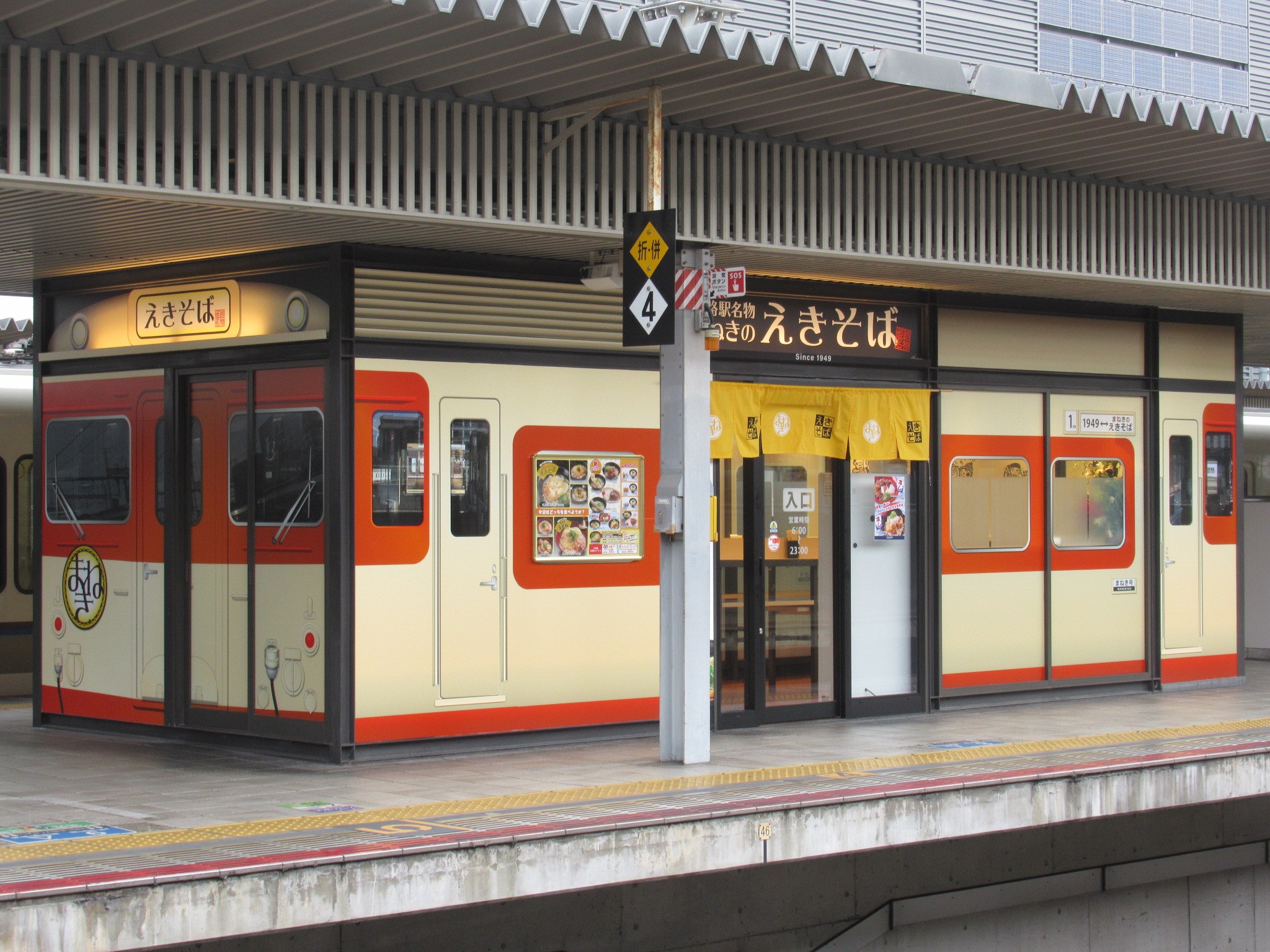
5・6番線ホームのキハ58を模した売店
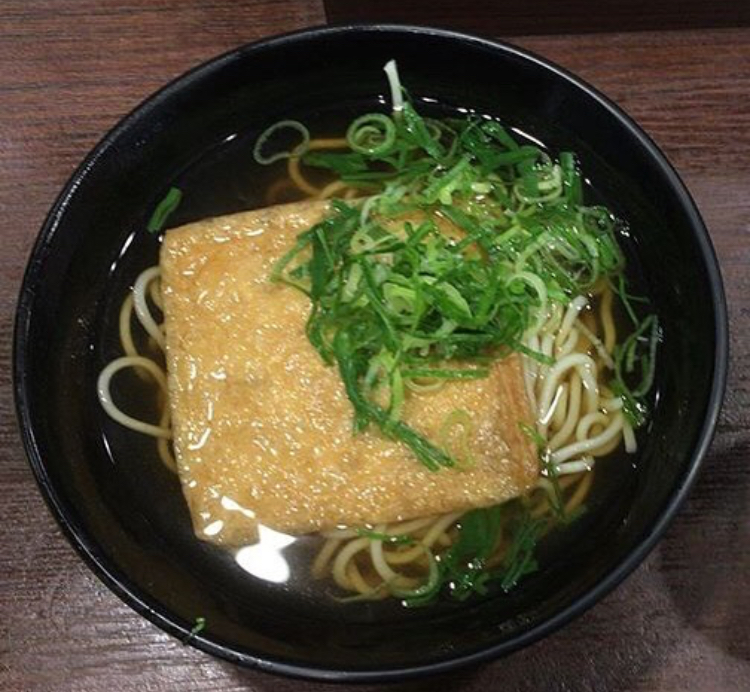
姫路駅名物 まねきのえきそば（きつねえきそば）

## 駅弁
先述のように、日本で初めて折り詰め幕の内弁当を駅弁として発売したことで知られている。これを販売した「まねき」は、今日では地元外食企業「まねき食品」として多種の駅弁を販売している老舗である。昭和40年代頃まで駅弁の立ち売りがおこなわれていた。イベントなどで立ち売りが復活することがある。
主な駅弁は下記の通り。
- 穴子寿司
- 味づくし
- 但馬牛牛めし
- あなごめし
- おかめ弁当

## 利用状況
2021年（令和3年）度の1日平均乗車人員は40,279人で、これはJR西日本の駅では第14位である。また、近畿統括本部における電車特定区間外の駅では最多である。
2019年から2020年にかけて大幅に利用客が減少しているのは、新型コロナウイルス感染症拡大による緊急事態宣言や在宅勤務の増加などが理由に挙げられる。2023年（令和5年）度の1日当たりの利用者数は97,078人。
近年の乗車人員は以下の通りである。

### 2000年 - 2019年
| 2000 - 2019年 | 2000 - 2019年 | 2000 - 2019年       | 2000 - 2019年    |
| 年度          | 年間 乗車人数 | 左記の内 定期利用者 | 1日平均 乗車人員 |
| ------------- | ------------- | ------------------- | ---------------- |
| 2000年        | 17,357,000    | 9,946,000           | 47,552           |
| 2001年        | 17,017,000    | 9,707,000           | 46,622           |
| 2002年        | 16,664,000    | 9,563,000           | 45,655           |
| 2003年        | 16,677,000    | 9,545,000           | 45,566           |
| 2004年        | 16,632,000    | 9,593,000           | 45,568           |
| 2005年        | 16,764,000    | 9,675,000           | 45,929           |
| 2006年        | 16,665,000    | 9,705,000           | 45,657           |
| 2007年        | 16,923,000    | 9,813,000           | 46,237           |
| 2008年        | 17,469,000    | 9,969,000           | 47,861           |
| 2009年        | 16,892,000    | 9,939,000           | 46,279           |
| 2010年        | 16,762,000    | 10,012,000          | 45,924           |
| 2011年        | 16,991,000    | 10,127,000          | 46,422           |
| 2012年        | 17,164,000    | 10,149,000          | 47,023           |
| 2013年        | 18,048,000    | 10,552,000          | 49,445           |
| 2014年        | 17,913,000    | 10,376,000          | 49,076           |
| 2015年        | 18,926,000    | 10,708,000          | 51,710           |
| 2016年        | 18,647,000    | 10,656,000          | 51,086           |
| 2017年        | 18,859,000    | 10,824,000          | 51,669           |
| 2018年        | 18,908,000    | 10,845,000          | 51,802           |
| 2019年        | 18,945,000    | 10,993,000          | 51,763           |

### 2020年 -
| 2020年 - | 2020年 -         |
| 年度     | 1日平均 乗車人員 |
| -------- | ---------------- |
| 2020年   | 38,020           |
| 2021年   | 40,279           |
| 2022年   | 45,787           |

## 駅周辺
駅の北側は城下町時代からの市街地で、南側は戦後発達した市街地である。東側では姫路操車場跡地の再開発が行われている。姫路市役所へは手柄駅（山陽電気鉄道本線）が最寄り駅。平成25年頃から行われた駅周辺整備事業によって北口周辺と北へ向かう姫路市道十二所前線まではトランジットモール化されて歩道が広がり一般車両の進入が不可になった。この事業は平成27年度国土交通省近畿運輸局交通関係環境保全優良事業者等表彰を受賞した。
駅前北ロータリーには淀井敏夫作の「希望」と題された銅像が1985年6月に設置されていたが駅周辺の整備に伴い銅像は姫路港の姫路ポートセンター広場に移設された。

### 私鉄
- 山陽電気鉄道本線山陽姫路駅（駅北西）

### バス
- 姫路駅前バスターミナル
  - 神姫バス（駅北西および駅南）。県内各方面および、高速バス（プリンセスロード号など）や空港リムジンバス（関西国際空港、大阪（伊丹）空港）が出ている。姫路駅発着のバスの詳細は山陽姫路駅のバス路線（姫路駅前バスターミナル）を参照。

※姫路市営バス（最末期は姫路市企業局交通事業部運営）は2010年に廃止され、路線は神姫バスに移管された。

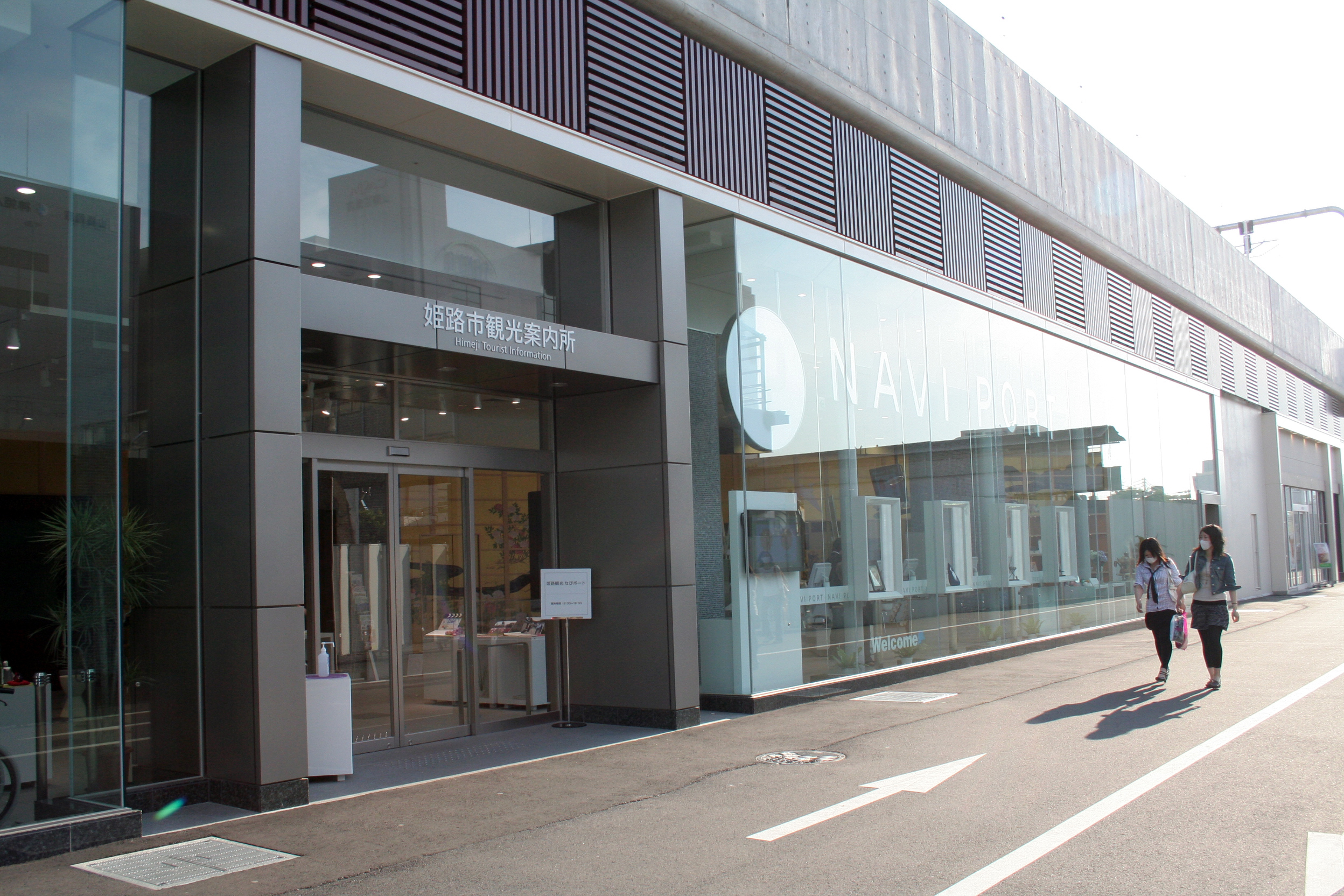
姫路市観光案内所

### 観光
駅構内に観光案内所（通称：姫路観光なびポート。JNTO認定外国人観光案内所）が併設されていて、英語での案内やレンタサイクルなどの案内が行われている。
- 姫路城周辺
  - 姫路城 - 駅北口より大手前通り（日本の道100選）の向こう側、真正面に望むことが出来る。駅より徒歩約20分。
  - 兵庫県立歴史博物館 - 姫路城北側、神姫バス「姫山公園北・博物館前」下車すぐ。
  - 姫路市立美術館 - 姫路城東側、神姫バス「姫山公園南・医療センター・美術館前」下車すぐ。
  - 姫路市立動物園
- 手柄山平和公園周辺
  - 手柄山温室植物園
  - 手柄山交流ステーション
  - 姫路市立水族館

### ショッピング
- ピオレ姫路 - 駅ビル・姫路駅高架下（前述）
- ビエラ姫路 - 姫路駅高架下
- コーナンPRO - 姫路駅東側高架下[広報 13]
- 山陽百貨店
- みゆき通り - 大手前通り東側に平行するアーケード街。
  - 兵庫県姫路赤十字血液センター姫路駅前通出張所（姫路みゆき通献血ルーム）
- アニメイト姫路店
- テラッソ姫路

### レジャー等
- アースシネマズ姫路 - シネマコンプレックス、テラッソ姫路内

## その他
- 第4回近畿の駅百選選定駅である。
- 再開発工事の調査で、豆腐町遺跡から柱穴の遺構や土器が見つかった[報道 19]。
- 新幹線・在来線とともに鉄道写真の有名な撮影スポットとしても知られており、平日、休日、祝日と関係せず多くの鉄道ファンが集まる。
- 当駅と西明石駅の区間は、山陽新幹線の中で唯一、トンネルが全く存在しない。
- 新幹線で姫路駅到着時、接続する山陽本線（JR神戸線）や播但線、姫新線への乗換案内は行われるものの、山陽姫路駅で接続する山陽電気鉄道への乗換案内は行われない。

## 隣の駅
西日本旅客鉄道（JR西日本）
 山陽新幹線（各駅に停車するこだまを除く各列車の停車駅は列車記事を参照）
西明石駅 - 姫路駅 - 相生駅
 JR神戸線・山陽本線
- 特急「スーパーはくと」「はまかぜ」・寝台特急「サンライズ瀬戸」「サンライズ出雲」・通勤特急「らくラクはりま」停車駅。

■新快速・らくラクはりま（当駅から英賀保方面は各駅に停車）
加古川駅 (JR-A79) - 姫路駅 (JR-A85) - 英賀保駅
■普通（西明石駅から快速となる列車を含む）
東姫路駅 (JR-A84) - 姫路駅 (JR-A85) - 英賀保駅
※当駅 - 英賀保駅間に、2026年春ごろに手柄山平和公園駅（所在地は姫路市西延末）が開業予定。
 播但線
- 特急「はまかぜ」停車駅

■普通
姫路駅 - 京口駅
 姫新線
姫路駅 - 播磨高岡駅

### かつて存在した路線
日本国有鉄道
播但線
亀山駅 - 姫路駅
山陽本線貨物支線
姫路駅 - 姫路市場駅
姫路市交通局
モノレール線
姫路駅 - 大将軍駅